# Liste romanischer Profanbauten

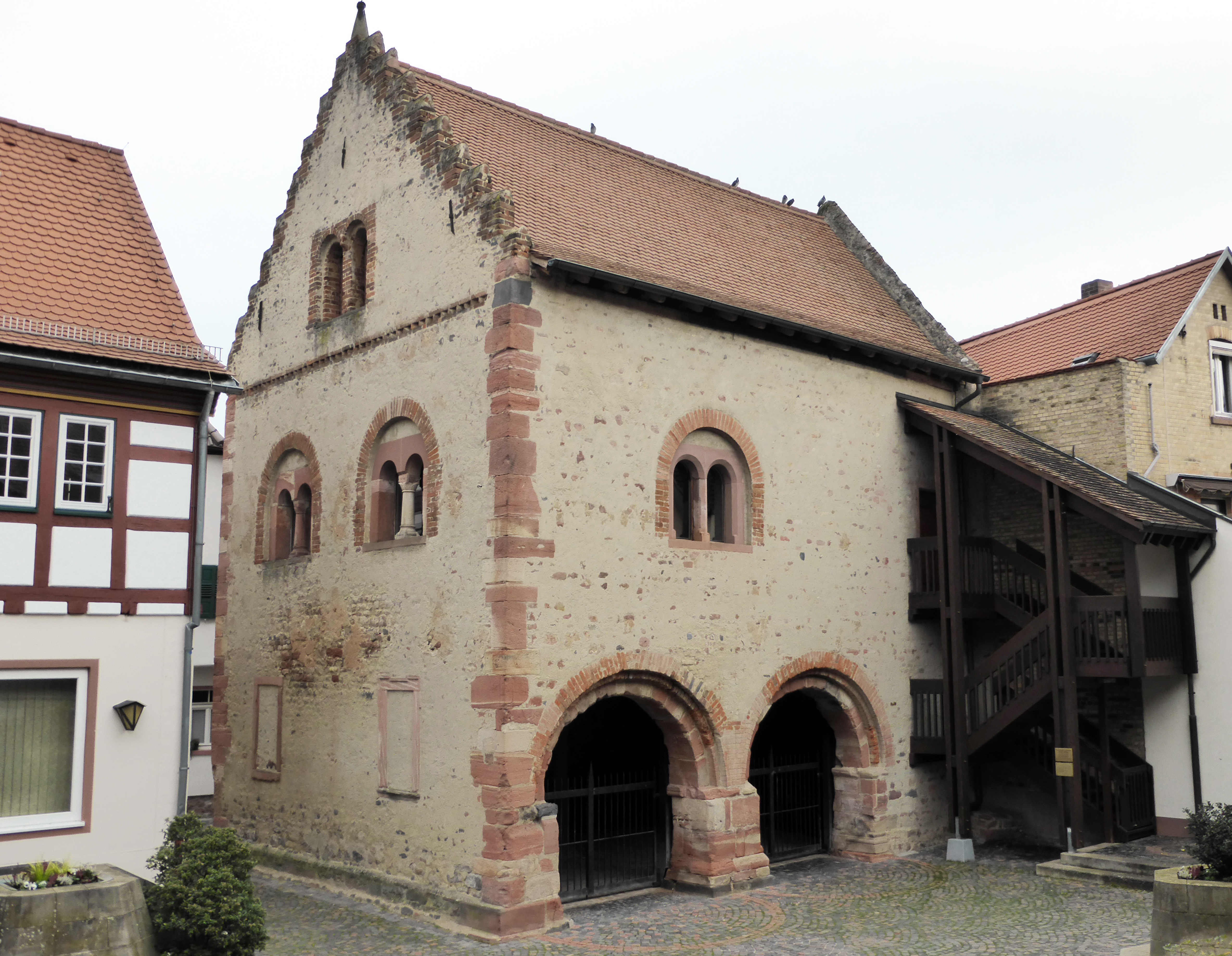
Romanisches Haus in Seligenstadt

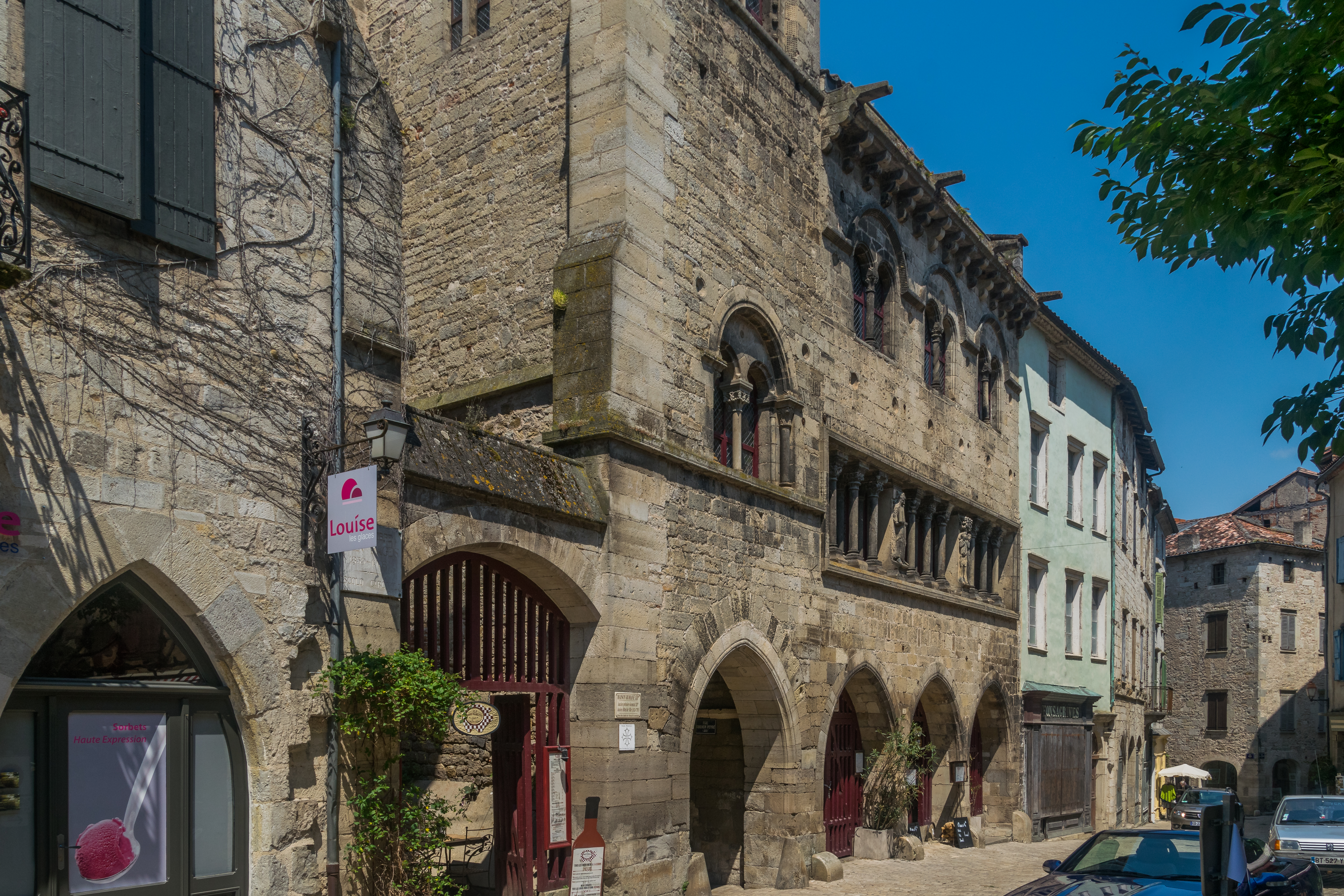
Romanisches Haus in Saint-Antonin-Noble-Val, Frankreich

Liste von (zumindest teilweise) erhaltenen romanischen Profanbauten in Deutschland und Europa (10. bis 13. Jahrhundert) sowie von erst im 20. Jahrhundert zerstörten romanischen Profanbauten in Westdeutschland (im jeweiligen Bundesland alphabetisch nach Städten geordnet). Die Liste orientiert sich für Westdeutschland weitgehend an dem grundlegenden, unter der Ägide und Mitwirkung von Günther Binding am Kunsthistorischen Institut der Universität zu Köln entstandenen Katalog von Anita Wiedenau (1983). Ein Schwerpunkt liegt somit auf Wohnbauten (inkl. Wohntürmen), die nicht gleichzeitig als Burg, Königspfalz oder sonstiger Herrschaftssitz im engeren Sinne anzusprechen sind.

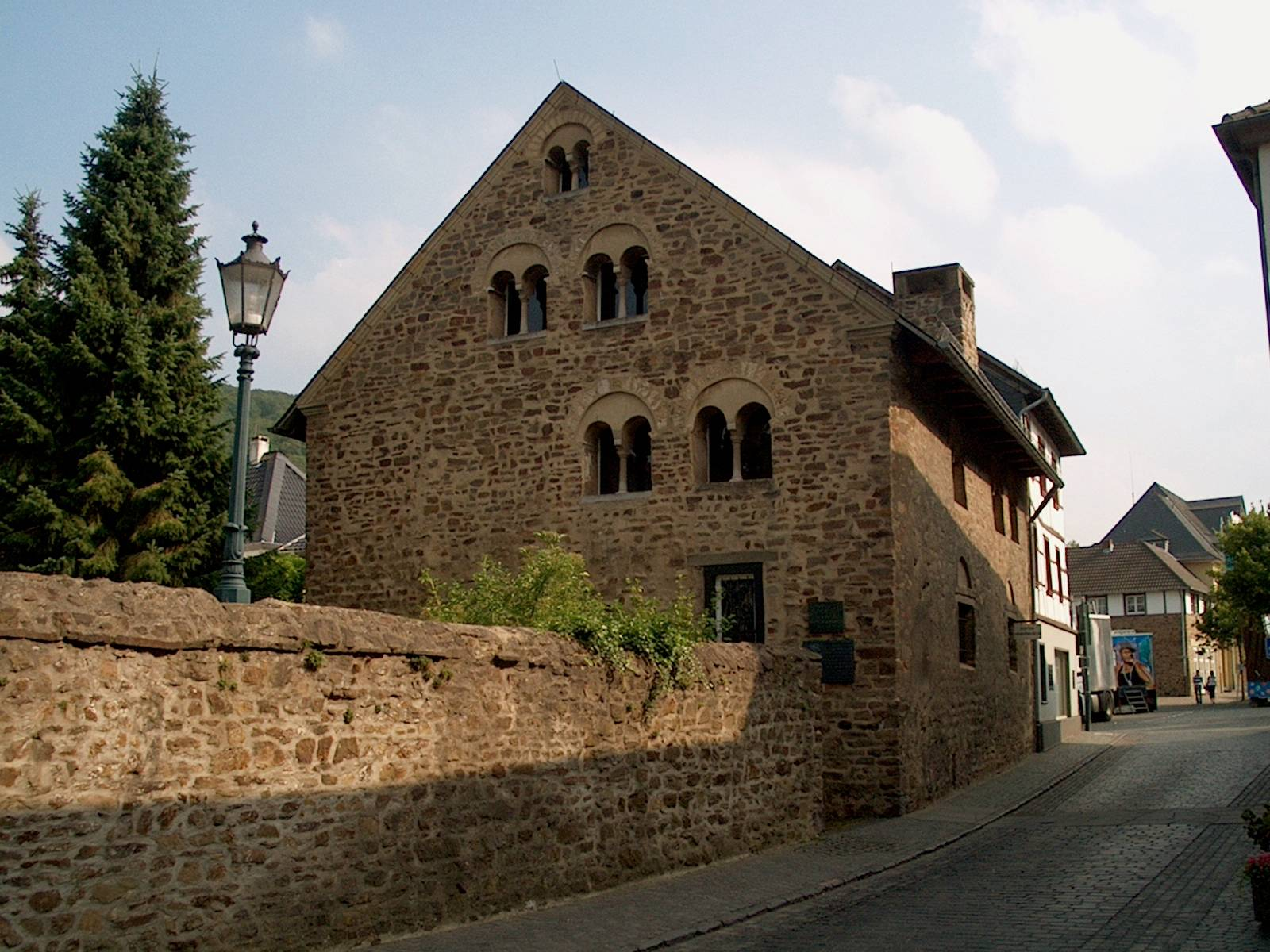
Romanisches Haus in Bad Münstereifel

## Deutschland

### Baden-Württemberg

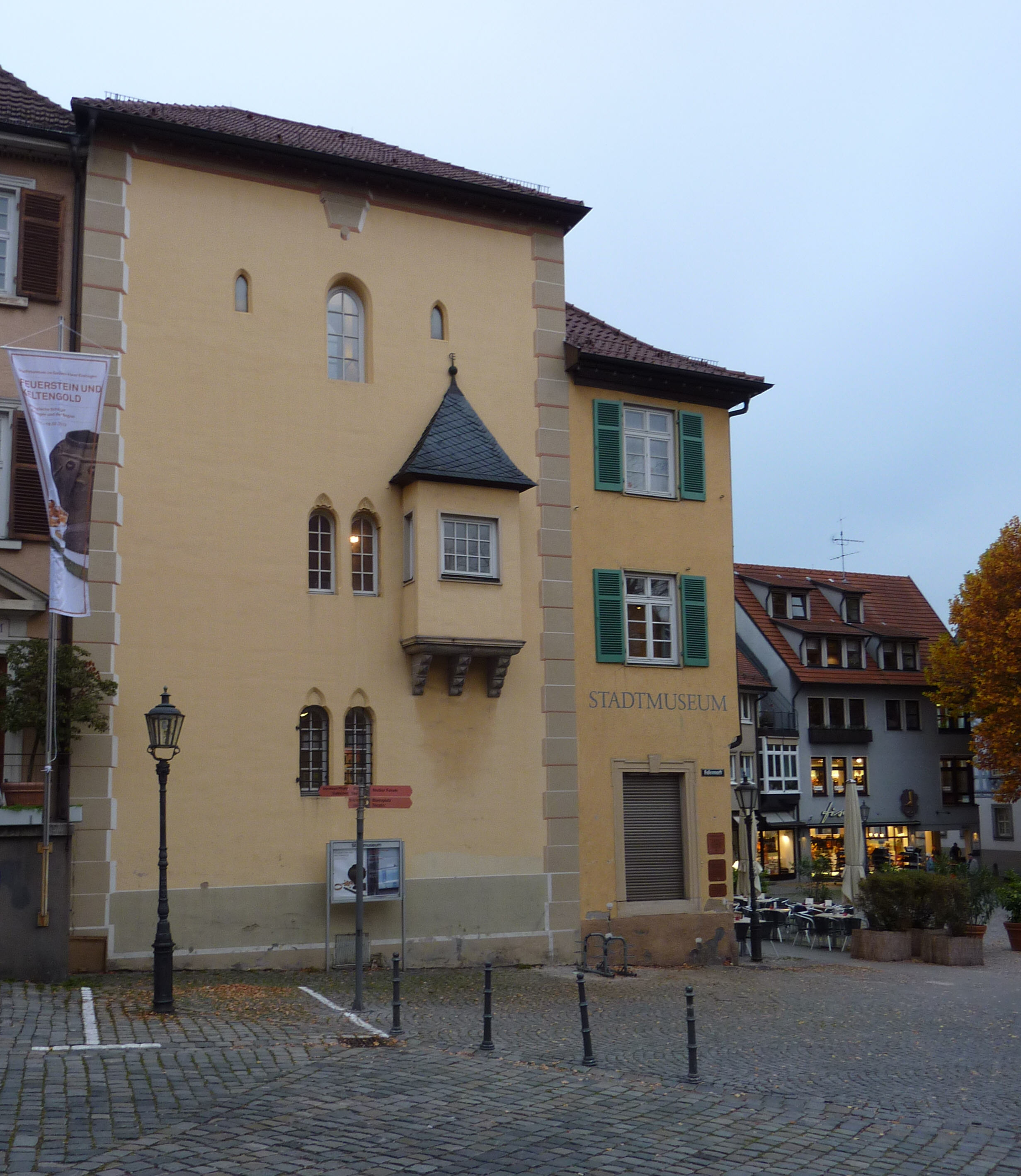
Gelbes Haus in Esslingen

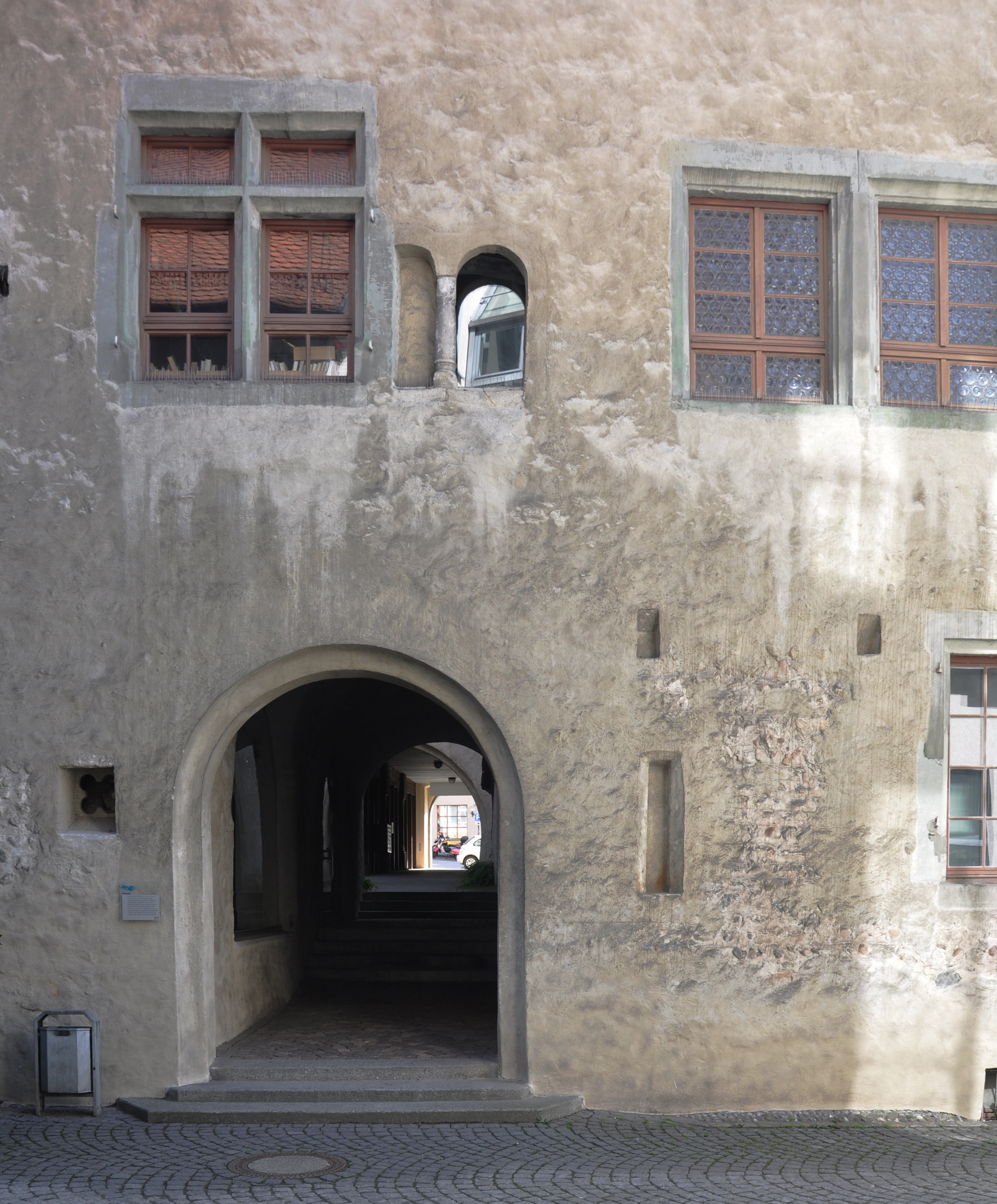
Ravensburg Romanisches Haus Hintergebäude

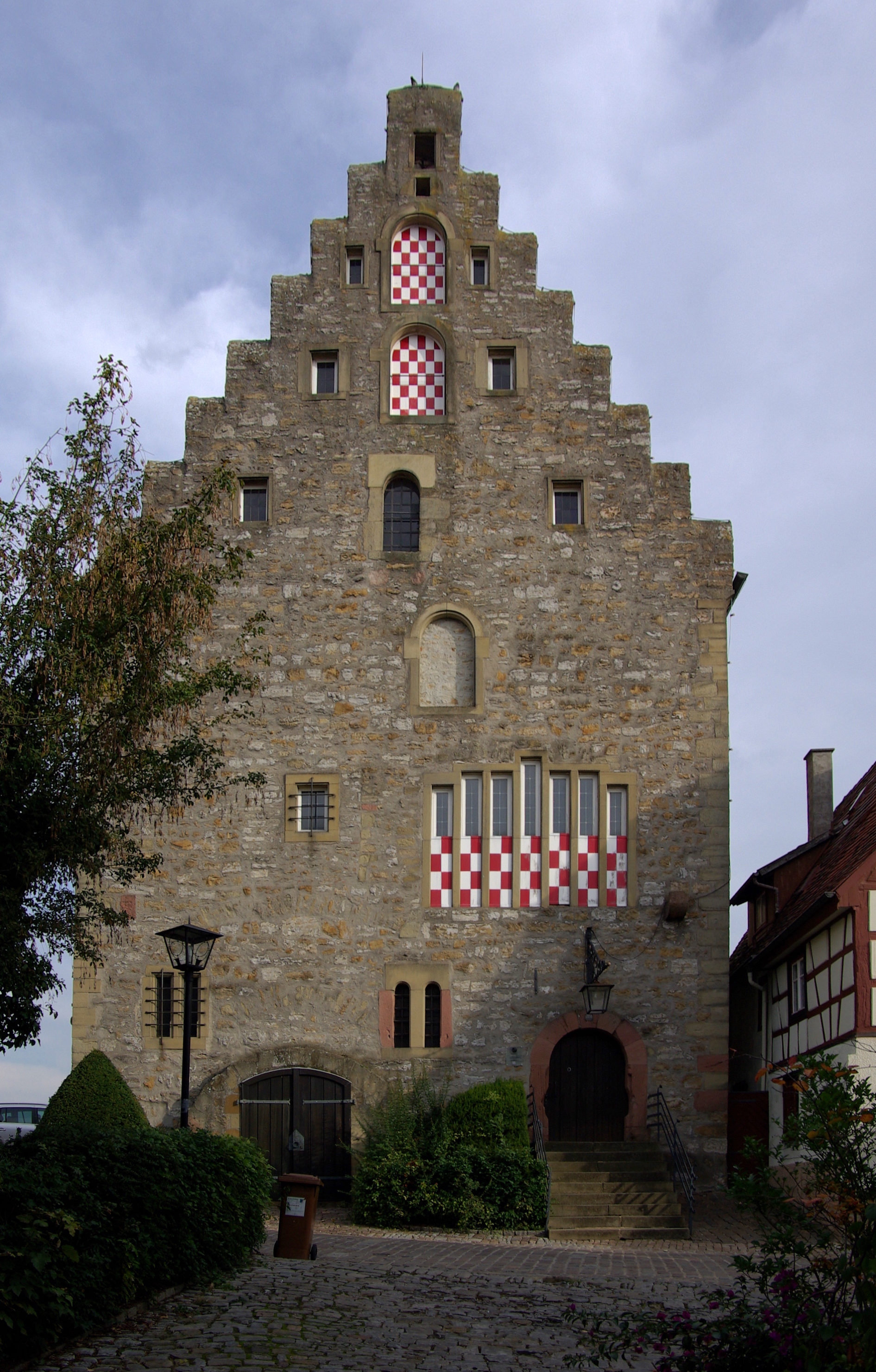
Sog. Steinhaus in Bad Wimpfen

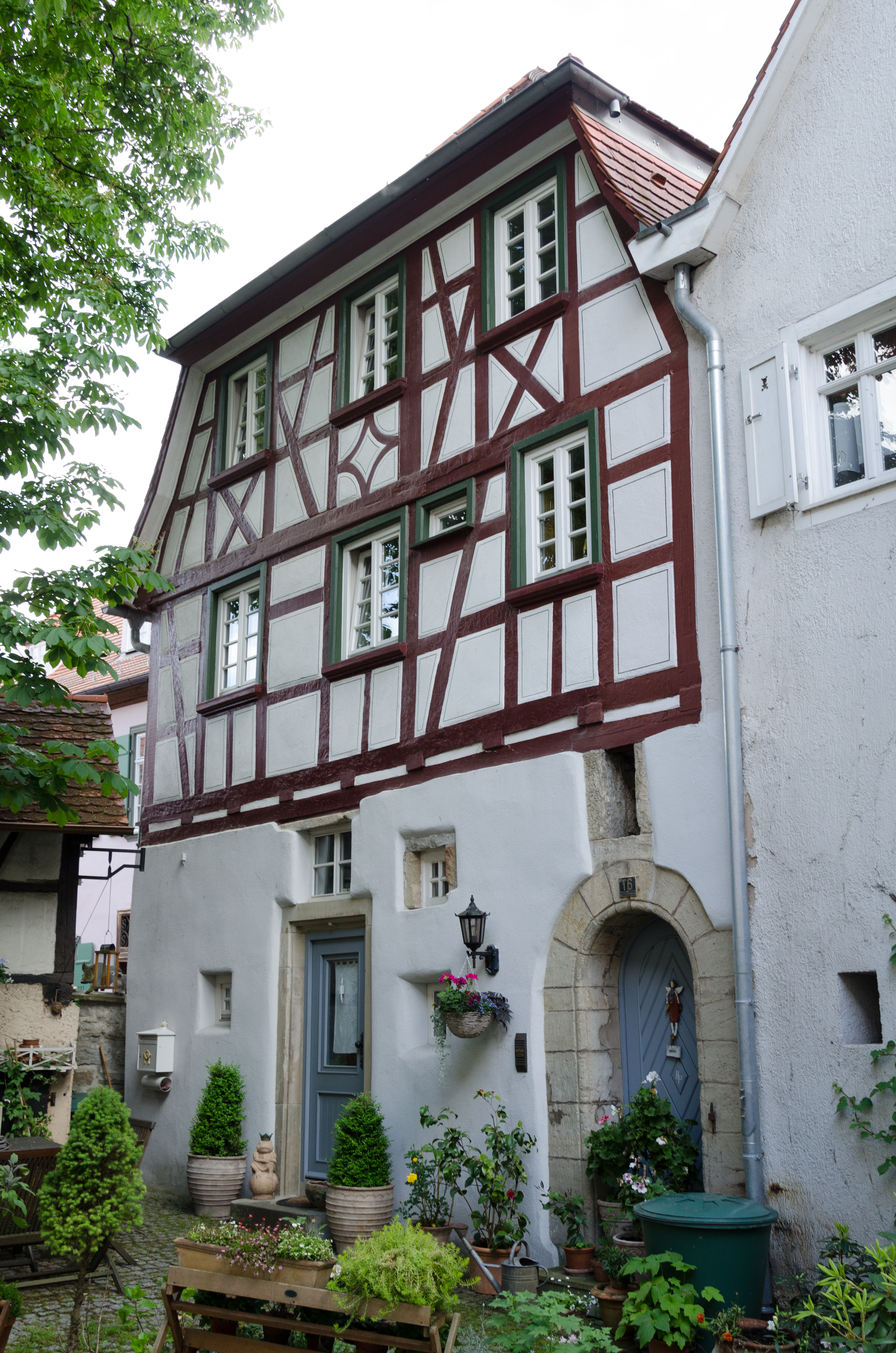
Bad Wimpfen am Berg, Schwibbogengasse 16

- Alpirsbach: Abtei, Wohnhaus des Klostervogts (um 1200; nach Ausräumung des Inneren in den 1960er Jahren nur Äußeres erhalten)
- Bauten in Esslingen am Neckar:
  - Romanische Gebäudereste im Salemer Pfleghof (12./13. Jh.)
  - Gelbes Haus am Hafenmarkt 9
- Hirsau: Haus Aureliusplatz 13 (möglicherweise romanisch)
- Bauten in Konstanz:
  - Romanische Fenster in den Häusern Brückengasse 16 sowie Münsterplatz 9 (12./13. Jh.)
  - Romanische Mauer sowie romanischer Keller im Haus Gerichtsgasse 9
  - Wohnturm Hohenhausgasse 3a (wohl Ministerialensitz, in verbautem Zustand erhalten)
  - Romanische Baureste in den Häusern Salmannsweilergasse 5 und 9–11
  - Romanische Keller in den Häusern Zollernstr. 17 und 19 (13. Jh.)
- Bauten in Ladenburg:
  - Romanische Baureste aus der Zeit um 1229/30 (dendrodatiert) im Haus Hauptstr. 23[1]
  - Romanischer Giebel mit Doppelarkade im Haus Zur Rose, Hauptstr. 41
  - Rundbogenfenster im Haus Rheingaustr. 6
  - Rechteckhaus Wormser Str. 19 (Ende 12./Anfang 13. Jh.)
- Neuffen: Schilling’sches Großes Haus, Schillingsgasse 14 (laut Wiedenau 1983, S. 181 romanisch, einige Balken jedoch dendrodatiert ins 14. Jh.)
- Bauten in Ravensburg:
  - Reste mehrerer romanischer Gebäude im Humpis-Quartier (seit 2009 Stadtmuseum; in der dortigen Dauerausstellung wird u. a. die Lebenswelt eines Ravensburger Lederhandwerkers aus dem 11. Jh. dargestellt)
  - Haus Mohrengasse 8 (zum Gänsbühl)
- Reichenau-Mittelzell: Romanische Baureste im Rathaus (12. bis 13. Jh.)
- Schönau (Odenwald): Sog. "Hühnerfautei" im Kloster Schönau (Mitte 13. Jh.)
- Bauten in Schwäbisch Gmünd:
  - Romanisches Fundamentmauerwerk im Haus Brandstatt 37
  - Wohnturmrest und Befestigungsmauerrest in der Grät (12./13. Jh.)
  - Baureste eines Steinhauses Marktplatz 29 und 29a (evtl. romanisch, verbaut)
  - Romanische Baureste im Haus Marktplatz 32 und 34
  - Bruchsteinmauerwerk mit Resten romanischer Rundbogenfenster im Spital (12. Jh.)
  - Vermutlich romanische Mauerreste in der Fuggerei sowie in den Häusern Münstergasse 3 und 5 sowie Romangäßle 2
  - Romanischer Kernbau (Wohnturm) im Glockenturm
  - Mauerreste und Rundbogenfenster im Haus Münsterplatz 9 (13. Jh.)
  - Mauerreste im Haus Münsterplatz 21
  - Vermutlich romanisches Erdgeschoss im Schwörhaus
- Bauten in Schwäbisch Hall:
  - Siedersburg
  - Berlerhof (verbaute romanische Wohnturmreste)
  - Feldnerhof (romanische Mauerreste)
  - Keckenburg (Wohnturm, um 1240)
  - Sulmeisterhaus
- Bauten in Ulm:
  - Fassadenreste eines romanischen Hauses im Reichenauer Hof (Nikolaushof, Anfang 13. Jh.)
  - Neue Straße 102
- Villingen: Romanischer Kernbau im Rabenscheuer (Traufseite zur Kanzleigasse Mitte 13. Jh.)
- Bauten in Wimpfen:
  - Wormser Hof
  - Steinhaus
  - Baureste der Langwand eines romanischen Turmhauses am Marktplatz 6 (Ende 12. Jh.)
  - Romanisches Wohnhaus in der Schwibbogengasse 16 (Ende 12. Jh.)
  - Biforen-Fenster im Erdgeschoss Corneliastraße 17 im Tal ehemaliges Chorherrenstift 13. Jh.

Im 20. Jahrhundert zerstört:
- Alpirsbach: Inneres des Wohnhauses des Klostervogts (in den 1960er Jahren ausgeräumt)
- Freiburg im Breisgau: Romanische Giebelfront Franziskanerstr. 3/5 (um 1230/50; wegen des Neubaus der Städtischen Sparkasse 1910 abgerissen)
- Markgröningen: Pfarrhaus
- Bauten in Schwäbisch Gmünd:
  - Haus Marktplatz 36, ehem. Arenhaus (Baurest eines romanischen Wohnhauses um 1250; im 20. Jh. abgetragen)
  - Wandreste in den Häusern Mühlbergle 1, Kappelgasse 8 (vermutlich romanisch; in den 1960er Jahren zerstört)
  - Reste eines Turmhauses im Haus Rinderbachergasse 1 (Pfauenapotheke) (12. Jh.; 1978 abgetragen)
- Bauten in Ulm:
  - Fundamentreste eines romanischen Wohnhauses im Reichenauer Hof (wohl zum Vorläuferbau des Reichenauer Hofs aus dem 12. Jh. gehörig; 1976 beseitigt)
  - Baureste eines romanischen Hauses im Engelschen Haus (durch Ausgrabungen 1976 aufgedeckt, anschließend beseitigt)

### Bayern
- Amorbach: Templerhaus
- Bauten in Augsburg:
  - Wohnturm Custosgäßle

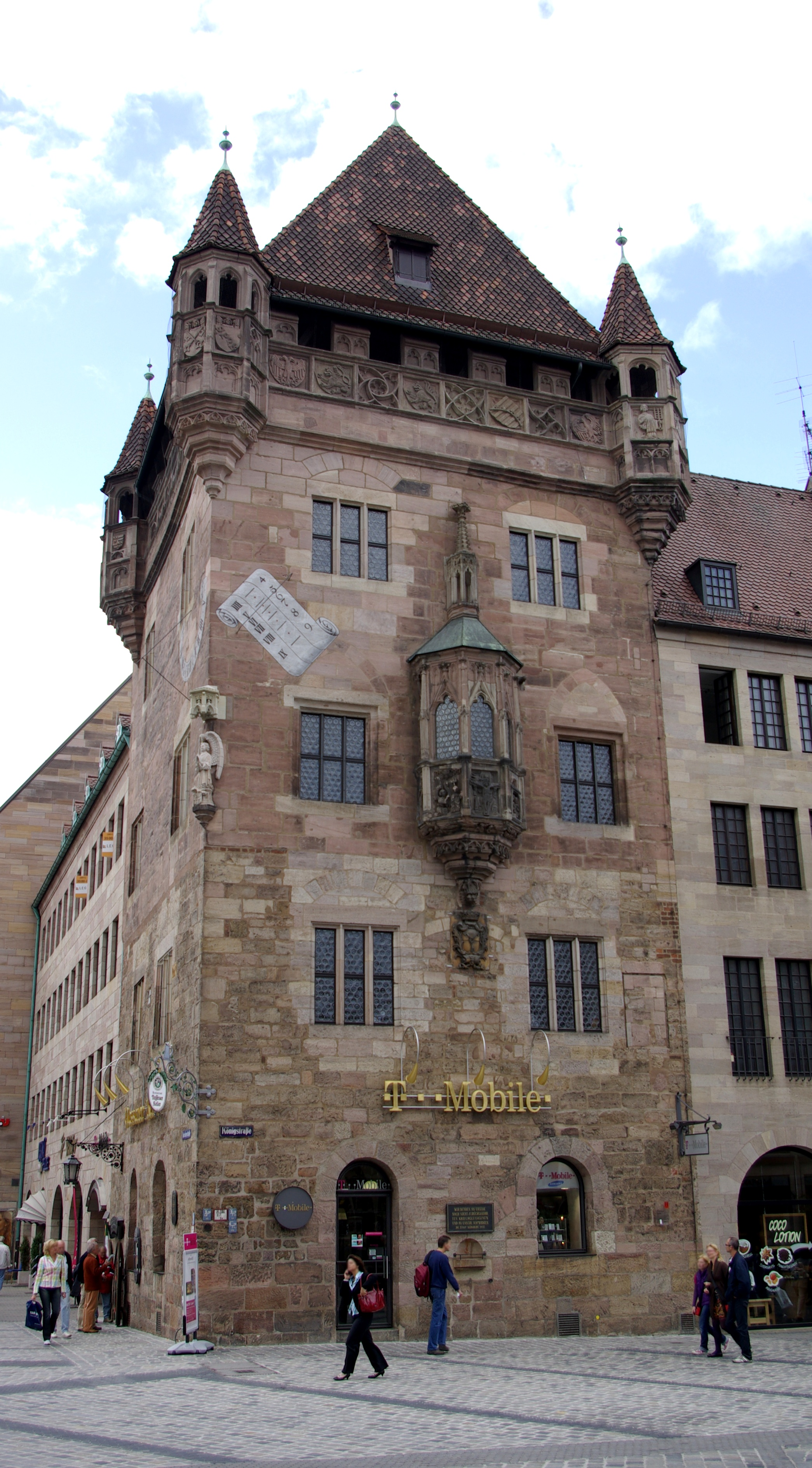
Nassauer Haus in Nürnberg

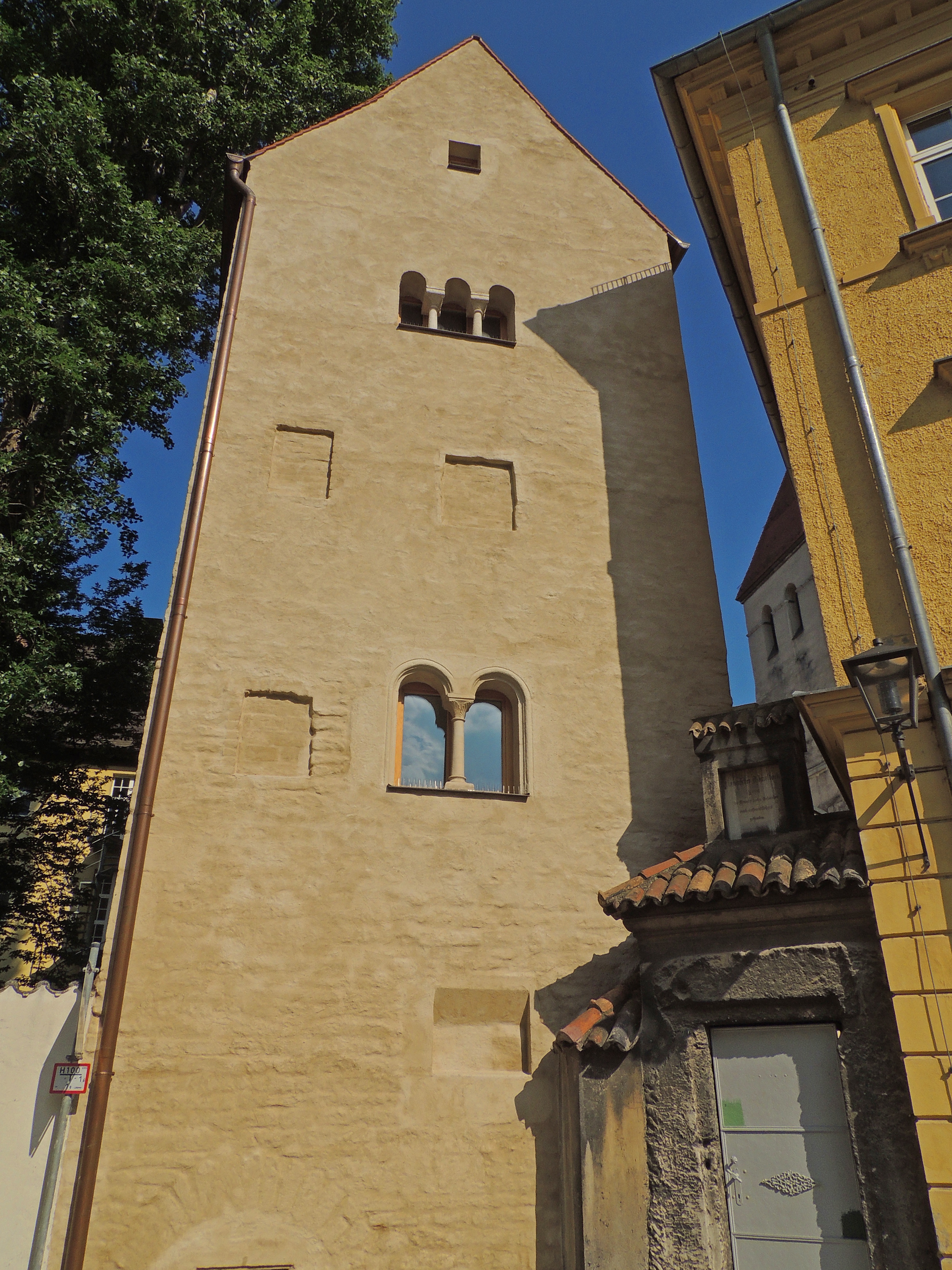
Turmhaus Kapellengasse 2 in Regensburg (sichtbar nur von der Salzburger Gasse aus)

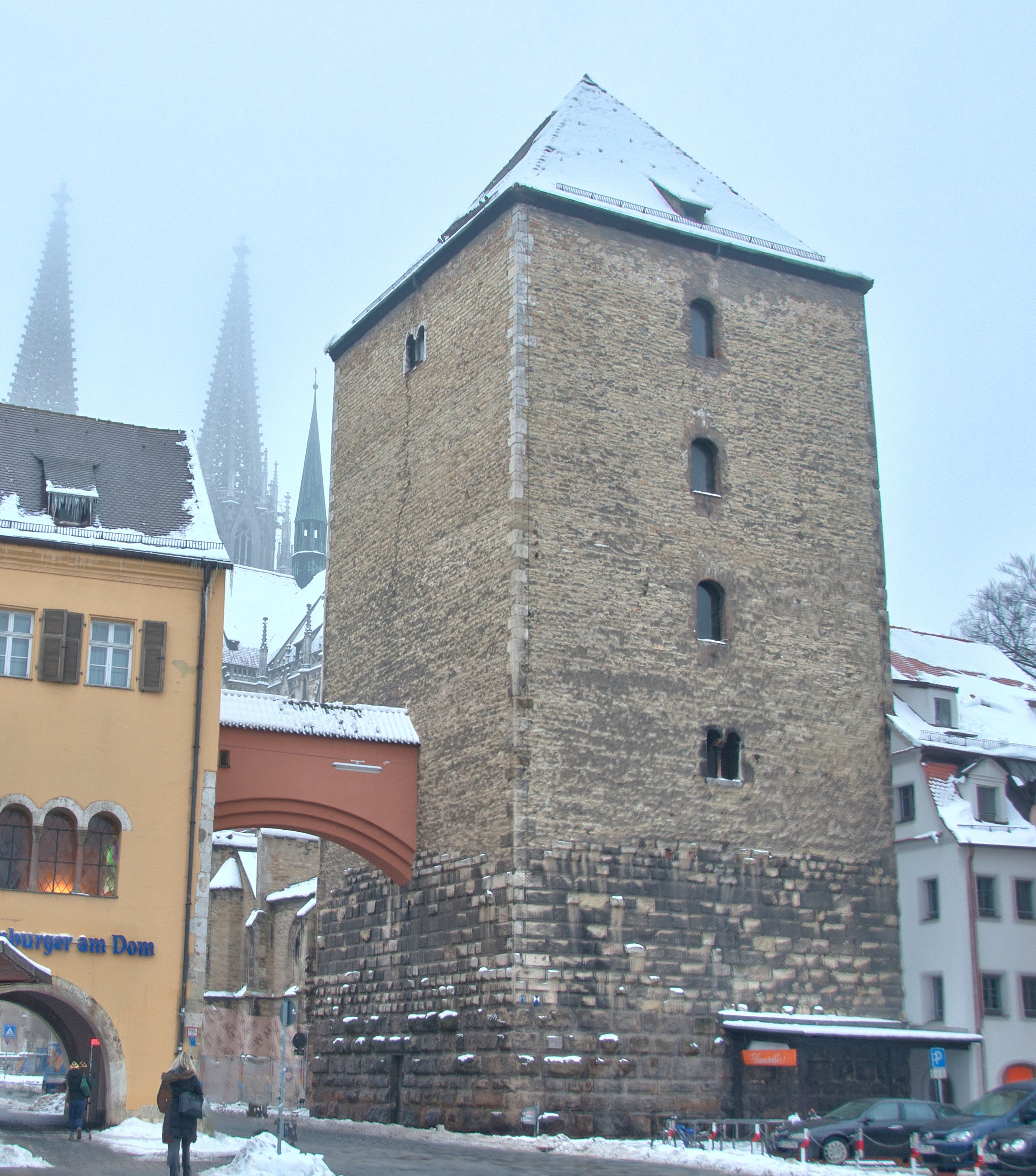
Herzogshof (links) und Römerturm (rechts) in Regensburg

  - Reste eines Wohnturms in der bischöflichen Residenz (Mitte 12. Jh.)
- Bauten in Bamberg:
  - Romanisches Haus in der Judenstraße 2
  - Karolinenstr. 19 (Reste eines romanischen Fensters in der Brandmauer zum Nachbarhaus, um 1200)
- Neuburg an der Donau: In der Münz (Turmhaus, um 1200)
- Bauten in Nürnberg:
  - Romanische Mauerreste auf dem ehem. Dominikanerklostergelände, Burgstr. 4 (Ende 12./Anfang 13. Jh.)
  - Romanischer Keller im Fembohaus (um 1230/50)
  - Keller und untere Geschosse des Nassauer Hauses (12. Jh.)
  - Reste eines romanischen Wohnturms im Rathaus (2. Hälfte 12. Jh.)
- Oberndorf (Bad Abbach): Donaustraße 56 (Bauernhaus, älteste Teile aus dem 12. Jahrhundert)
- Bauten in Regensburg:
  - Alte Manggasse 2: romanische Bausubstanz
  - Alte Manggasse 4: romanischer Keller
  - Alter Kornmarkt 1: im Kern romanisch[2]
  - Am Brixener Hof 6
  - Am Römling 1 bis 5, 8: romanische Bausubstanz
  - Bräunelturm: früheste Bauteile aus dem späten 12. Jh.[3]
  - Engelburgergasse 4: Hausturm aus der Mitte des 12. Jh.[4]
  - Gesandtenstr. 2 (sog. Kappelmayerhaus bzw. Scheckenhoferhaus): Teile aus dem frühen 13. Jh.[5]
  - Gesandtenstr. 3 (sog. Zanthaus): Reste eines romanischen Turms des 12. Jh.[6]
  - Gumprecht’sches Haus
  - Herzogshof: romanische Mauerreste
  - Kapellengasse 2: laut Strobel im Kern frühes 12. Jh.[7]
  - Keplerstr. 1 (sog. Runtingerhaus)
  - Keplerstr. 3: Turm aus dem 1. Drittel des 13. Jh.[8]
  - Kreuzgasse 18 (sog. Ehscheiderturm): 1. Hälfte 13. Jh.
  - Neue-Waag-Gasse 2 (sog. Altmann’sches Haus): im Kern 2. Hälfte 11. Jh.[9]
  - Obere Bachgasse 2: romanischer Hausturm aus dem 2. Viertel des 12. Jh.[10]
  - Posthorngäßchen 6: Turm des 12. Jh.
  - Römerturm
  - Untere Bachgasse 13: romanischer Hausturm (frühes 12. Jh.)[11]
  - Waffnergasse 4 (romanischer Kern, romanisches Tonnengewölbe im Keller)
  - erhaltene Holzfenster aus dem ehemaligen Kloster Sankt Emmeram, dendrodatiert in das späte 11. Jh.[12]
- Bauten in Würzburg:
  - Romanische Architekturteile mehrerer Wohnhäuser im Mainfränkischen Museum
  - Romanisches Hoftor im Hof Heidenheim

Im 20. Jahrhundert zerstört:
- Aschaffenburg: Stiftshof zum Bienbach Pfaffengasse 5 (Ende 12. Jh.; nach Kriegszerstörung 1953 abgerissen)
- Auerbach: Sog. Stadel, Hauptstr. 105 (um 1200; 1971 abgerissen)
- Bauten in Augsburg:
  - Königsturm am Hoher Weg (12. Jh.; 1948 abgerissen)
  - Weberhaus am Moritzplatz (14. Jh; trotz kurz zuvor erfolgter Renovierung 1913 abgerissen)
  - Afraturm in der Maximilianstraße (um 1200; 1900 abgerissen)
- Bamberg: Unterer Kaulberg 1/Pfahlplätzchen 5 (1. Hälfte 13. Jh.; wegen Einsturzgefahr 1968 weitestgehend abgerissen)
- Nördlingen: Roter Ochse, Baldinger Straße 17 (Kern von 1273)
- Bauten in Nürnberg:
  - Reste eines romanischen Wohnturms im Haus Hauptmarkt 23 (12. Jh.; nach Kriegszerstörung 1965 abgebrochen)
  - Mauerreste eines Wohnturms, Hauptmarkt 24/26 (12. Jh.; für Rathauserweiterungsbau 1953 abgetragen)
  - Reste eines romanischen Wohnturms im Haus Hauptmarkt 28 (12. Jh.; im Krieg zerstört)
  - Untergeschoss eines Wohnturms auf dem Gelände des südlichen Königshofs Jakobsplatz 18 (Mitte bis Ende 12. Jh.; 1945 zerstört)
  - Haus in der Nägeleinsgasse (möglicherweise romanischer Wohnbau; nach 1948 abgetragen)
  - Reste eines Wohnturms im Haus Spitalgasse 14 (Ende 12. Jh.; nach 1933 zerstört)
  - Reste von romanischen Turmhäusern auf dem Gelände des Kleeweinshofs (1945 zerstört)
  - Reste eines Eckhauses Theresienstraße, Ecke Rathausplatz (12. Jh.; für Rathausneubau abgetragen)

### Hessen
- Frankfurt am Main: Saalhof

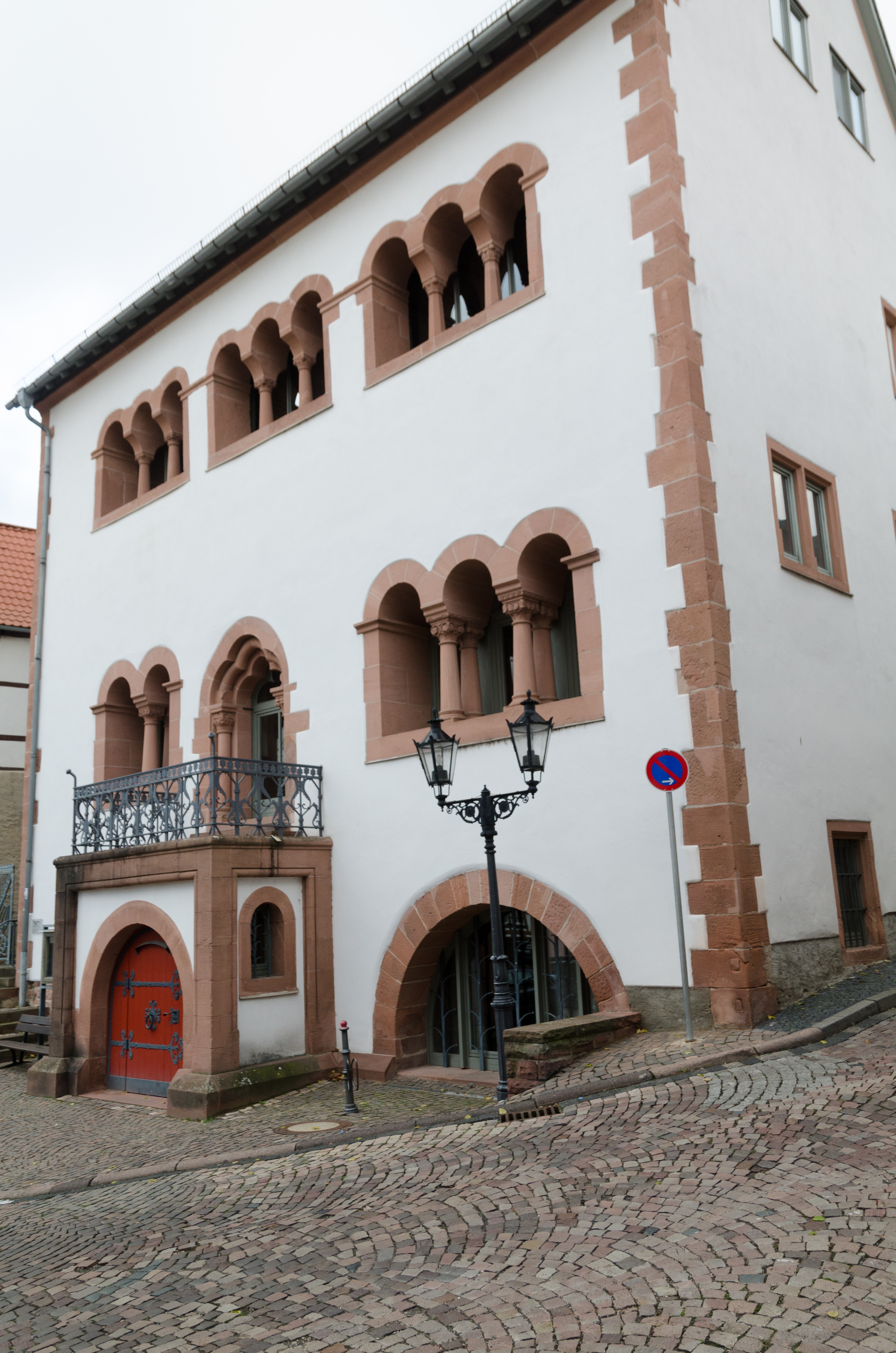
Gelnhausen, Untermarkt, Romanisches Haus

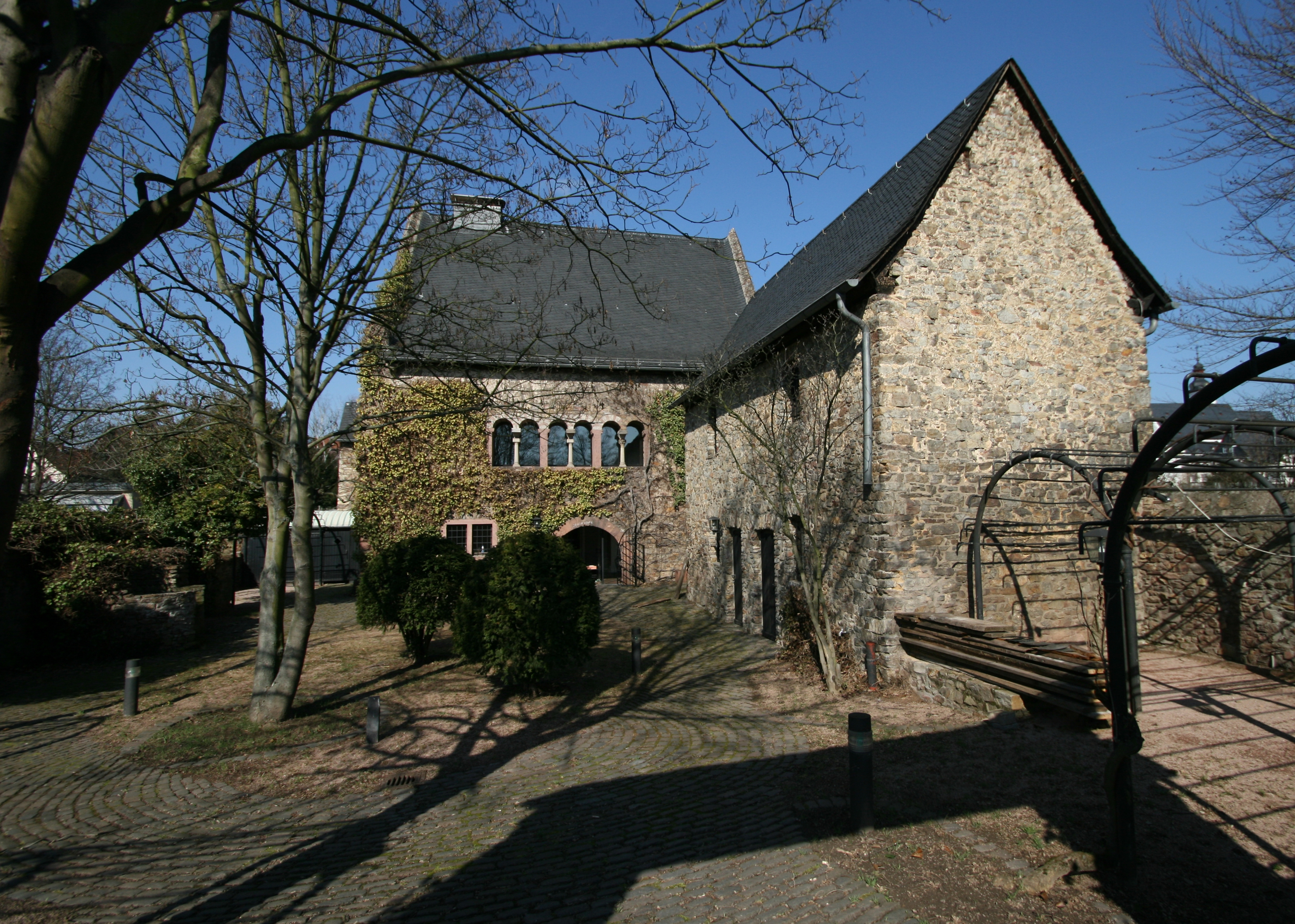
Graues Haus in Oestrich-Winkel

- Friedberg: Haus Kaiserstr. 118/120 (romanischer Kernbau, verbaut)
- Geisenheim: Romanische Giebelwand im Haus Bierstr. 3 (Mitte 12. Jh.)
- Bauten in Gelnhausen:
  - Reste eines romanischen Vorgängerbaus im Haus Braugasse 1 (12. Jh.)
  - Brandmauer im Haus Krämergasse 3 (um 1200)
  - Romanische Baureste im Haus Langgasse 19 (13. Jh.)
  - Romanische Kernsubstanz im Haus Langgasse 25 (13. Jh.)
  - Romanisches Rundfenster im Haus Langgasse 41
  - Romanische Baureste im Haus Löweneck (um 1230/40)
  - Rundbogenfenster im Haus Petersiliengasse 6 (nach 1200)
  - Romanisches Haus, Untermarkt (Amtssitz des kaiserlichen Vogts, dendrochronologisch datiert ins Jahr 1185)
  - Romanische Rundbögen im Haus Untermarkt 18
- Bauten in Oestrich (Rheingau):
  - Frühromanischer Türsturz im Haus Rheingasse 1
  - Graues Haus (wohl zeitgleich mit der Erneuerung der Ingelheimer Kaiserpfalz unter Friedrich Barbarossa um 1160 entstanden, zahlreiche zweitverwendete vorromanische Baureste, vermutlich aus der Kaiserpfalz stammend)
- Seligenstadt: Romanisches Haus (vermutlich Amtssitz des kaiserlichen Vogts, 1186)

Im 20. Jahrhundert zerstört:
- Bauten in Frankfurt am Main:
  - Haus Groß Rüsterberg (Reste des romanischen Vorgängerbaus des 12. Jhs.; nach Kriegszerstörung abgerissen)
  - Haus Fürsteneck, Turm Drei Sauköpfe Fahrgasse 17 (Reste eines romanischen Wohnturms; nach Kriegszerstörung abgerissen)
- Helmarshausen: Haus Steinstr. 54 (wegen Baufälligkeit abgebrochen)
- Hofgeismar: Haus Steinweg 18
- Marburg: Steinhaus, In der Hofstatt (spätromanisch, 1960 abgetragen)
- Riederwald: Riederhöfe (1944 ausgebrannt, danach trotz Wiederaufbaufähigkeit des Gebäudes abgerissen)

### Niedersachsen

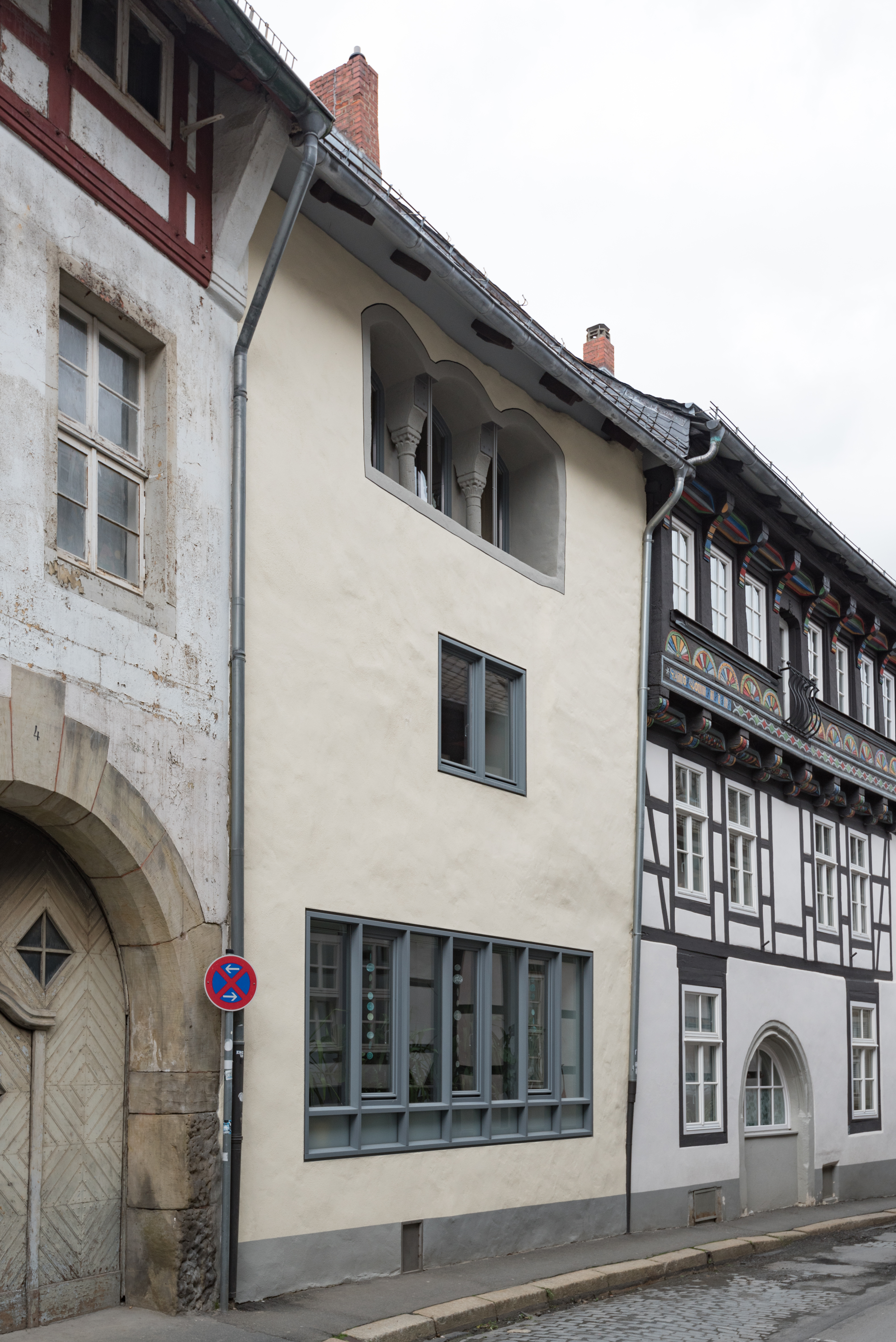
Goslar, Bergstraße 3

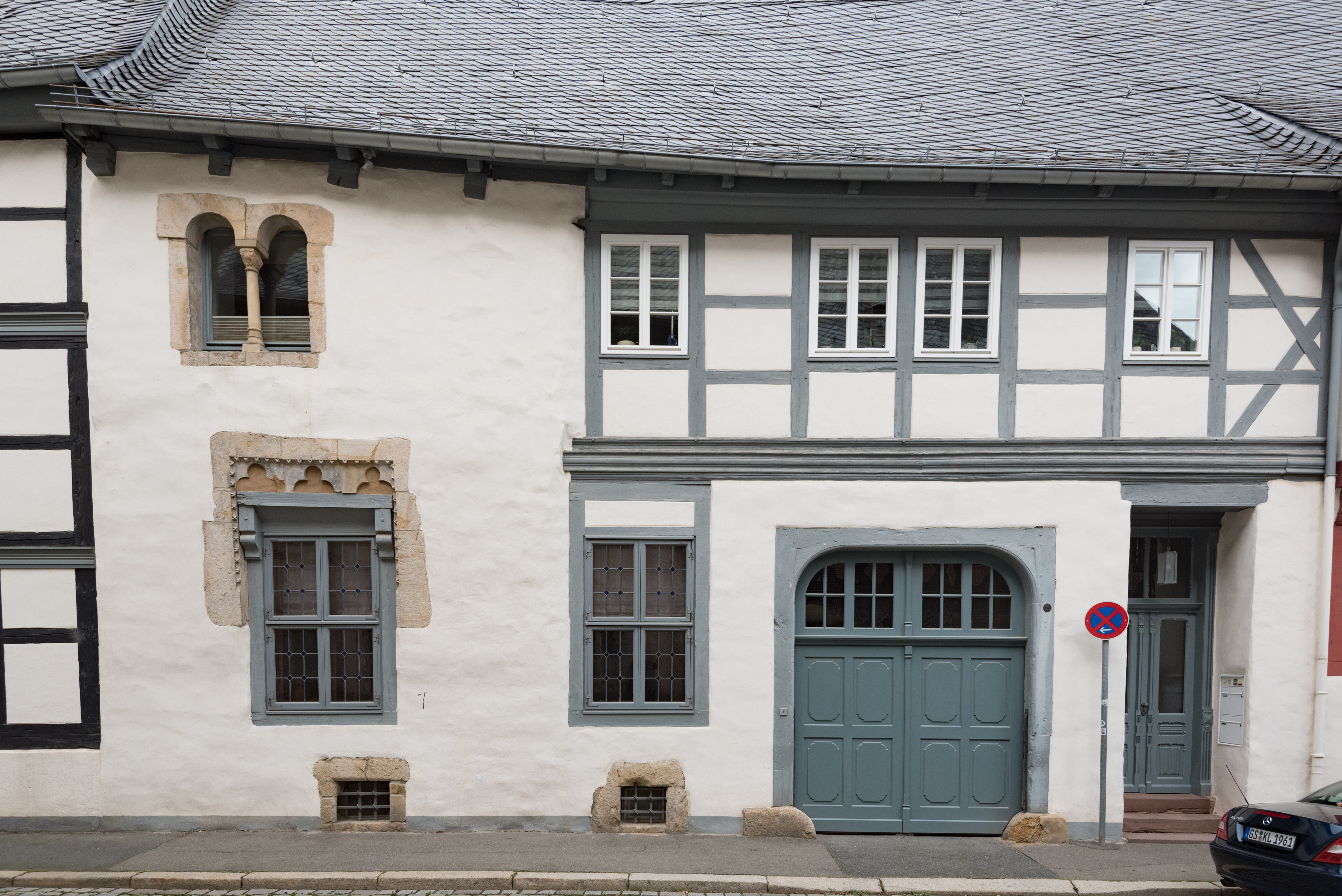
Goslar, Schreiberstraße 1

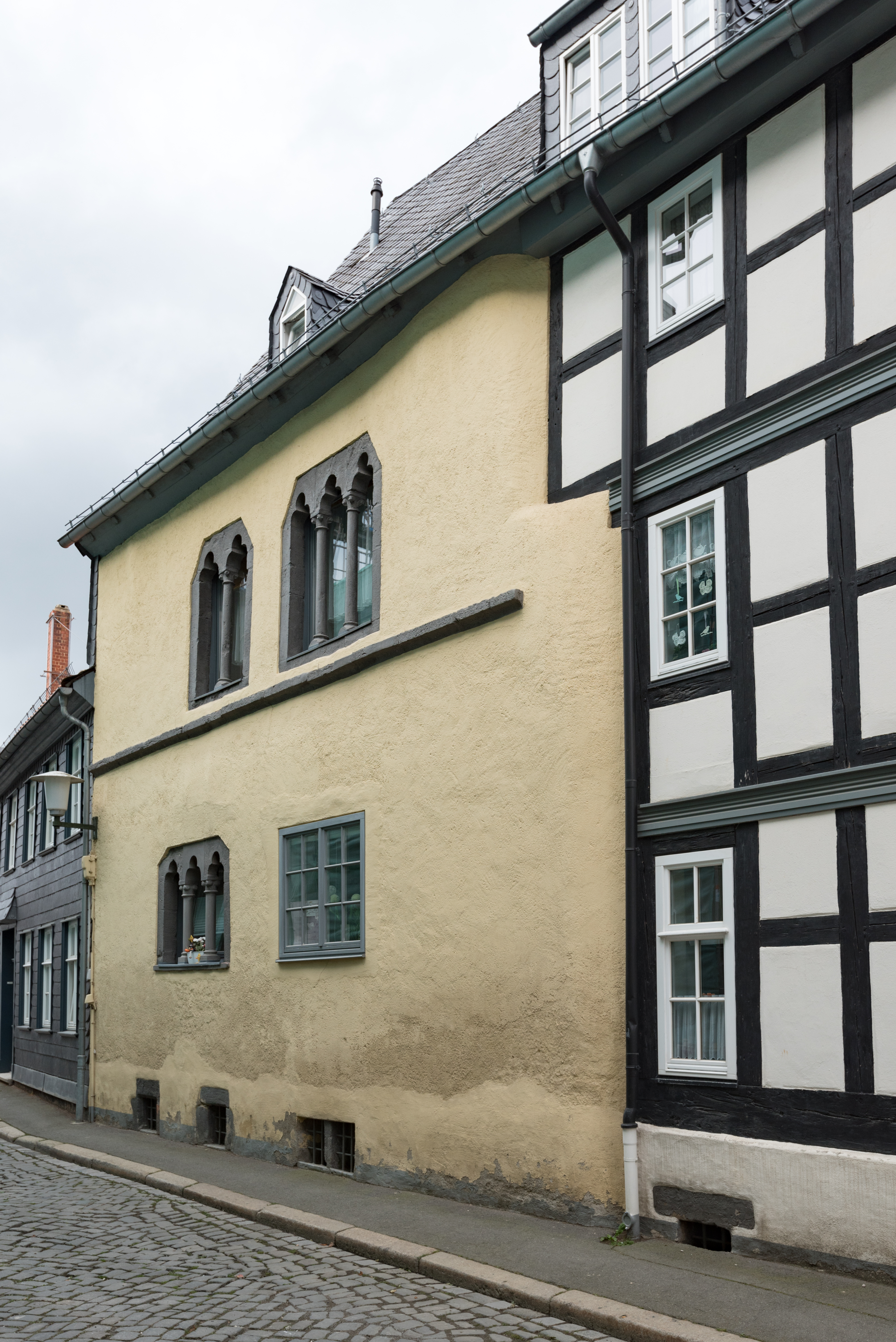
Goslar, Schreiberstraße 3

- Bornum/Königslutter: Wohnturm (Anfang 13. Jh.)
- Bauten in Braunschweig:
  - Jakob-Kemenate Eiermarkt 1a (Teile aus dem 12. Jh.)
  - Reste eines romanischen Kellers im Haus Gördelingerstr. 47 (13. Jh.)
  - Haus Hagenbrücke 5 (um 1230/50; nach Kriegszerstörung vereinfacht wiederaufgebaut)
  - Fürstliche Münze Heydenstr. (um 1250, stark verbaut)
  - Gebäudekomplex Turnierstr. 7 (um 1240/60; nach Kriegsende teilweise abgebrochen, s. u.)
- Bauten in Goslar:
  - Bäringerstr. 7: Südwand einer ehemaligen romanischen Kemenate mit erhaltenem Einsteinfenster[13]
  - Bäringerstr. 28A: romanische Kellerfenster[14]
  - Bergstr. 3: mittelalterliche Kemenate mit dreiteiligem romanischen Bogenfenster, vermutlich 13. Jh. (laut Griep frühes 12. Jh.[15])
  - Brusttuch (Goslar): Flügelbau am Stoben (Untergeschoss einer Kemenate, 13. Jh.)[16]
  - Glockengießerstr. 65 (St. Annenhaus): Reste einer romanischen Kemenate[17]
  - Großes Heiliges Kreuz, Hoher Weg 7
  - ehem. Kloster Neuwerk: romanische Architekturteile im ehem. Stiftsgebäude[18]
  - Küsterhaus vom Frankenberg: romanisches Kellerfenster[19]
  - Markt 6 + 7: romanische Baureste in den jeweiligen Untergeschossen sowie im Hofgebäude[20][21]; der in unmittelbarer Nähe erhaltene romanische Marktbrunnen (Goslar) gibt Aufschluss darüber, wie ein mittelalterliches Platzensemble ausgesehen haben könnte
  - Peterstr. 19/20: romanisches Kellerfenster[22]
  - Schreiberstr. 1: Reste einer romanischen Kemenate mit erhaltenem Biforium
  - Schreiberstr. 3: Reste einer romanischen Kemenate mit erhaltenen zwei- und dreiteiligen Fenstern
  - Schreiberstr. 11: Reste einer romanischen Kemenate[23]
  - Schwiecheldthaus: romanische Mauerreste[24]
  - Romanische Baureste in der Kemenate Röver
- Hann. Münden: Steinwerk
- Mönchevahlberg: Steinhaus auf dem Klosterhof (evtl. Amtssitz des Vogts auf dem Wirtschaftshof; 2. Hälfte 12. Jh.)
- Nienover: Romanische Keller als Überreste der wüst gefallenen mittelalterlichen Stadt Nienover (12./13. Jh.; am originalen Standort wurde im Sinne einer wissenschaftlichen Rekonstruktion in den 2000er Jahren ein Stadthaus aus der Zeit um 1230 wiederaufgebaut)[25]
- Bauten in Osnabrück:
  - Steinwerk in der Bierstraße (1. Hälfte 13. Jahrhundert)
  - Steinwerk Dielingerstr. 13 (Zugang über Rolandsmauer) (13. Jh.)
- Wittmar: Isenscher Hof (12./13. Jh.)

Im 20. Jahrhundert zerstört:
- Bauten in Braunschweig:
  - Haus Alte Waage 7 (1944 zerstört)
  - Haus Altstadtmarkt 11 („Kemenate“ aus dem 13. Jh.; 1944 zerstört)
  - Haus Bohlweg 48 in Hagen (nach 1944 abgetragen)
  - Häuser Breite Str. 1 und 2 (nach Kriegszerstörung abgetragen)
  - Haus Breite Str. 15 (romanisches Fenster; 1944 zerstört)
  - Haus Breite Str. 19 (13. Jh.; nach 1944 abgetragen)
  - Haus Gördelingerstr. 8 (um 1230; nach Kriegszerstörung 1964 abgerissen)
  - Haus Güldenstr. 8 (um 1250; 1944 zerstört)
  - Haus Güldenstr. 23 (um 1230/50; nach Kriegszerstörung 1951 abgerissen)
  - Häuser Güldenstr. 79 und 80 (um 1230/50; nach Kriegszerstörung in den 1960er Jahren abgerissen)
  - Haus Hagenmarkt 20 (um 1250; nach Kriegszerstörung abgerissen)
  - Große Hofanlage Jakobstr. 3 (unterschiedliche Bauphasen zwischen 1230 und der 2. Hälfte des 13. Jhs.; nach Kriegszerstörung abgerissen, Vordergebäude sogar ohne vorherige Bauaufnahme für den Neubau der Deutschen Bank niedergelegt)
  - Haus Reichsstr. 20/21 (Baureste eines romanischen Hauses im rückwärtigen Teil des Grundstückes, Ende 12./ Anfang 13. Jh.; nach Kriegsende abgetragen)
  - Haus Steinweg 8 (Reste eines romanischen Kleeblattbogenfensters; nach Kriegszerstörung abgerissen)
  - Gebäudekomplex Turnierstr. 7 (um 1240/60; nach Kriegsende teilweise abgebrochen)
  - Haus Wendenstr. 1 (zerstört 1944)
  - Haus Wendenstr. 5 (um 1230; 1944 weitgehend zerstört)
  - Haus Wendenstr. 58 (um 1230/50; nach Kriegszerstörung abgetragen)
- Stadthagen: Ehem. Rathaus (um 1200; 1969 für einen Geschäftsneubau abgerissen)

### Nordrhein-Westfalen

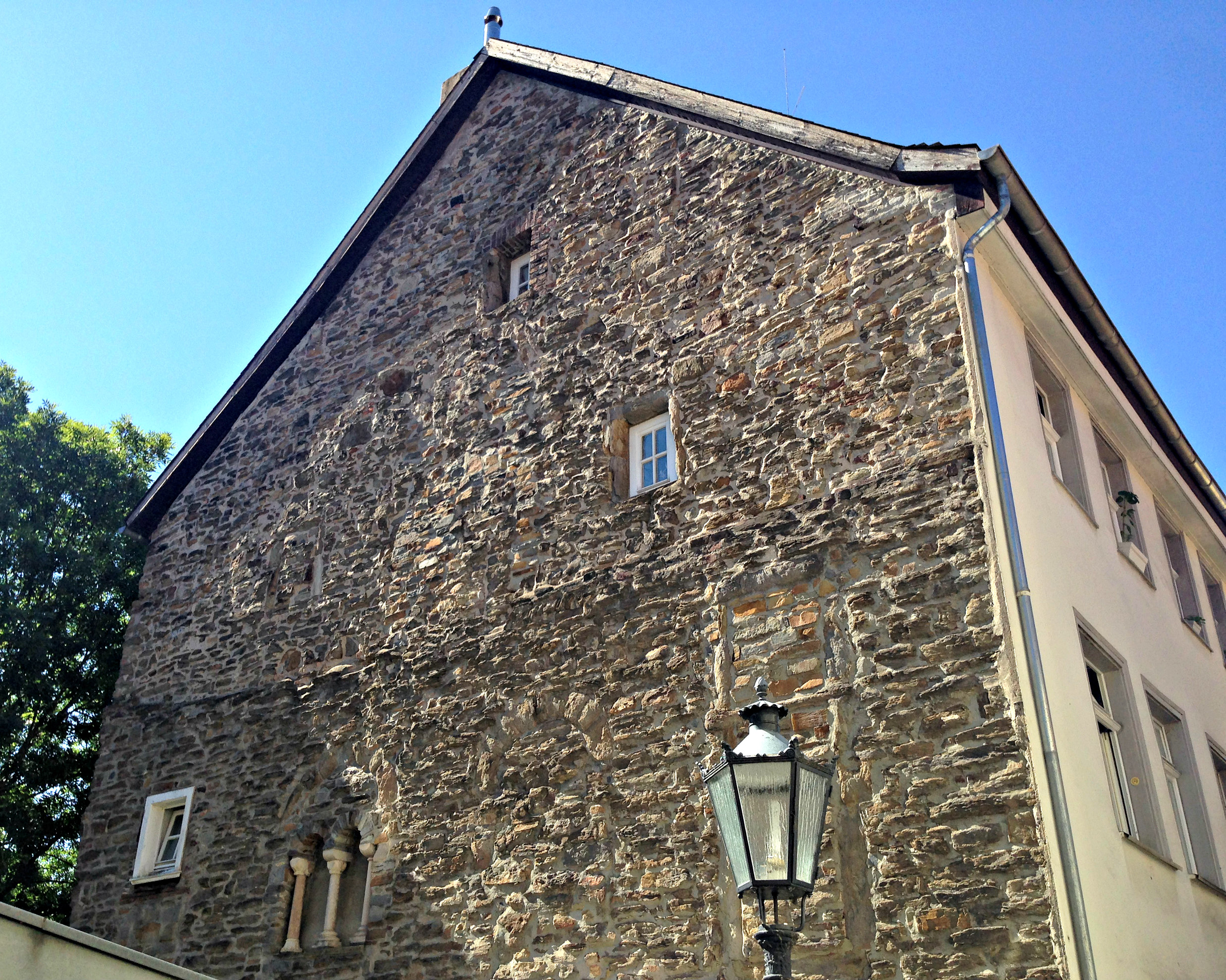
Romanisches Haus in Essen-Werden, Hufergasse 7-9 (12. Jh.)

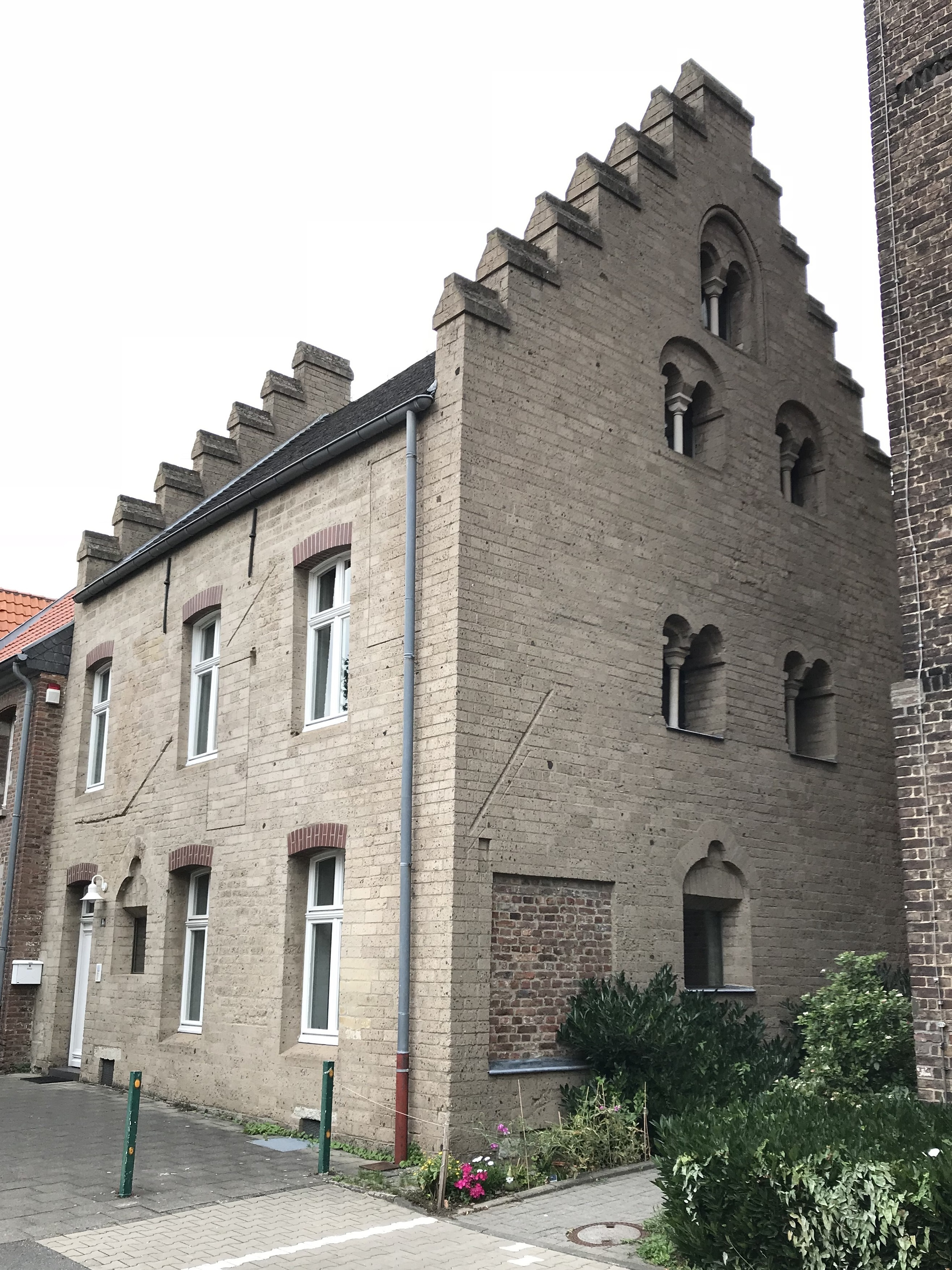
Romanisches Haus Suitbertus-Stiftsplatz in Kaiserswerth

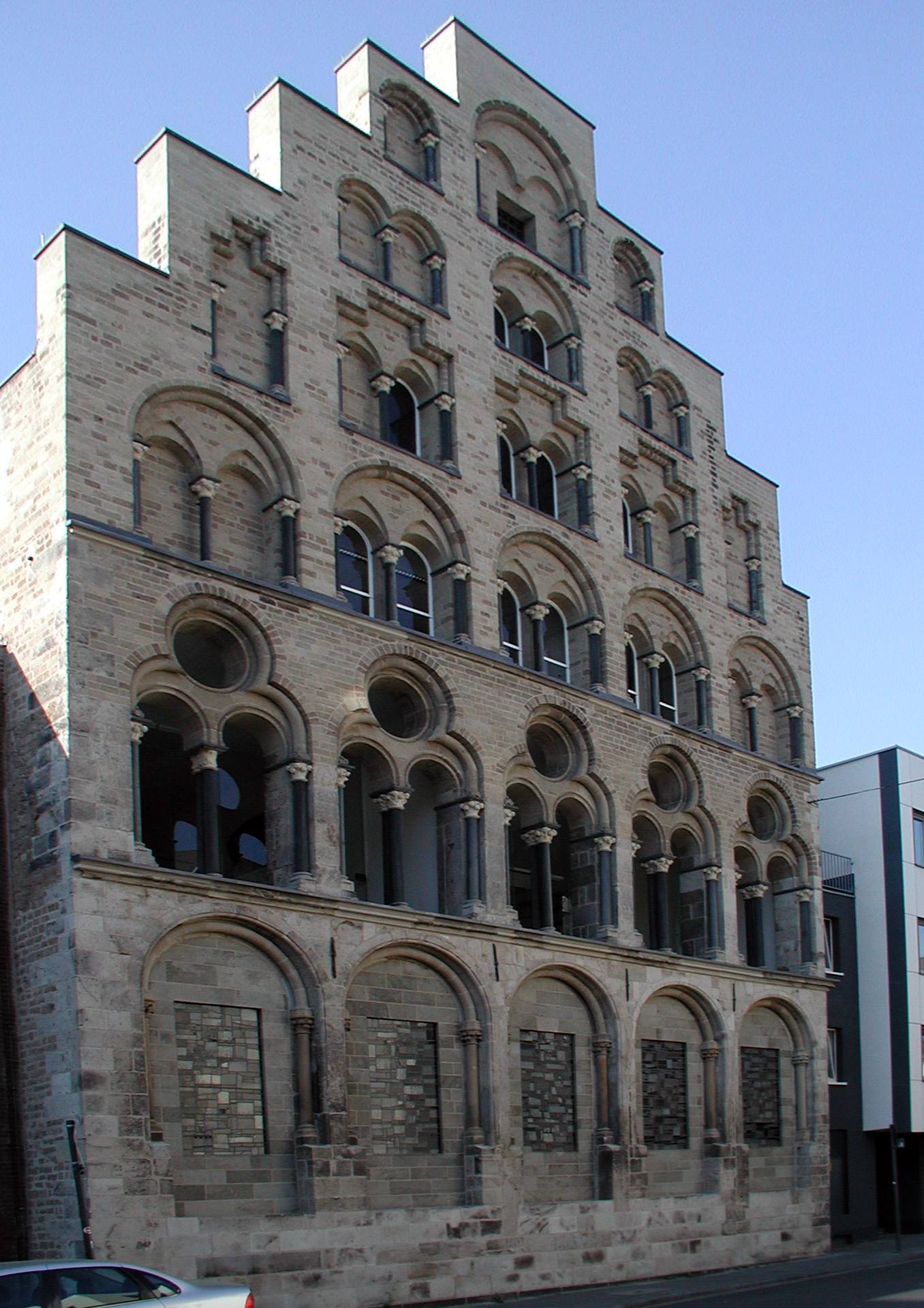
Overstolzenhaus, Rheingasse, Köln

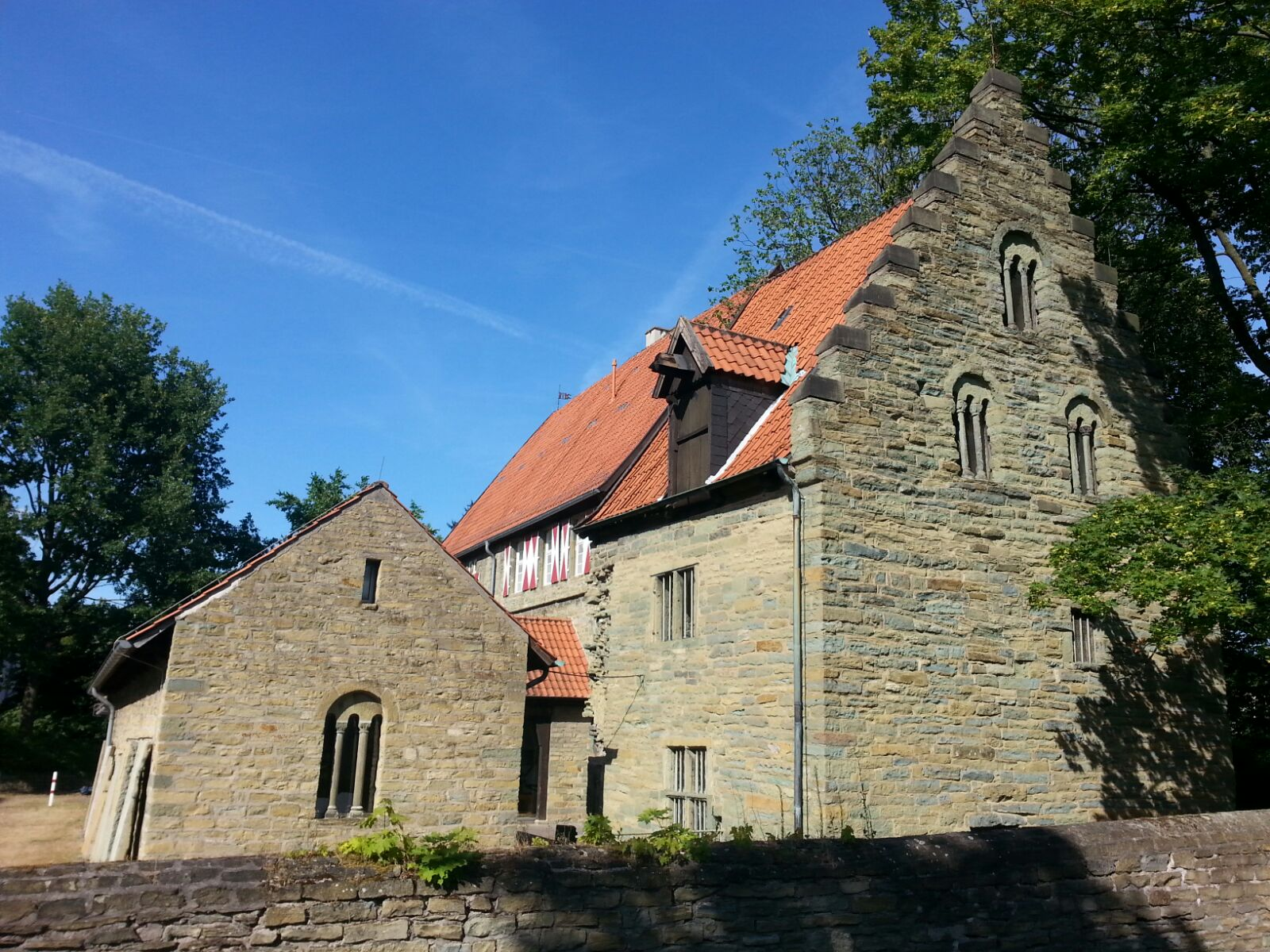
Romanisches Haus am Burghof in Soest

- Corvey: Romanischer Keller südlich des Schlosses (13. Jh.; durch Ausgrabung von 1970 entdeckt)
- Bauten in Duisburg:
  - Romanische Mauerreste eines Wohnturms in der Karmelkirche (vermutlich 12. Jh.)
  - Steinhof
- Bauten in Essen:
  - Stenshofturm (12. Jahrhundert)
  - Romanisches Haus in der Hufergasse 7–9 in Werden (um 1150)
- Friesdorf: Turmhaus (1. Bauphase 12. Jh.)
- Bauten in Kaiserswerth:
  - Romanischer Balkenkeller im Haus Am Markt 10
  - Romanisches Haus Suitbertus-Stiftsplatz 14
- Kleve: Zwei Häuser in der Große Str. (Große Str., Ecke Gerwinstr. sowie Marktstr., Ecke Große Str.; bei Enttrümmerungsarbeiten 1950 romanische Mauerreste entdeckt)
- Bauten in Köln:
  - Zahlreiche Baureste romanischer Keller (Liste bei Wiedenau 1983, S. 105)
  - Plasmannsches Haus, Rathausplatz 2/4 (Wohnturm des 12. Jh.; 1966–72 in den Neubau des Rathauses einbezogen)
  - Overstolzenhaus (Patrizierhaus, ca. 1230)
  - Romanisches Hoftor An der Wollküche 1/3 (um 1230/50)
  - Zündorfer Wehrturm in Zündorf (12. Jh.)
- Lemgo: Haus Mittelstraße 56[26][27]
- Münstereifel: Romanisches Haus (Immunitätshaus, dendrodatiert ins Jahr 1167; heute Sitz des Hürten-Museums)
- Oberdollendorf: Romanisches Hoftor vom Heisterbacher Fronhof (Anfang 13. Jh.)
- Schöller: Rittergut Schöller
- Siegburg: Haus zum Winter (ca. 1220/30)
- Bauten in Soest:
  - Romanisches Haus am Burghof (erbaut ca. 1180)
  - Petrikirchhof 8 (romanisches Restmauerwerk verbaut erhalten, Ende 12. Jh.)
  - Romanischer Keller im Haus Petristr. 4
- Vilich: Romanischer Torbogen in der Adelheidisstr.
- Xanten: Romanisches Tuffmauerwerk im ehem. Kanonikerhaus (12./13. Jh.)

Im 20. Jahrhundert zerstört:
- Bauten in Aachen:

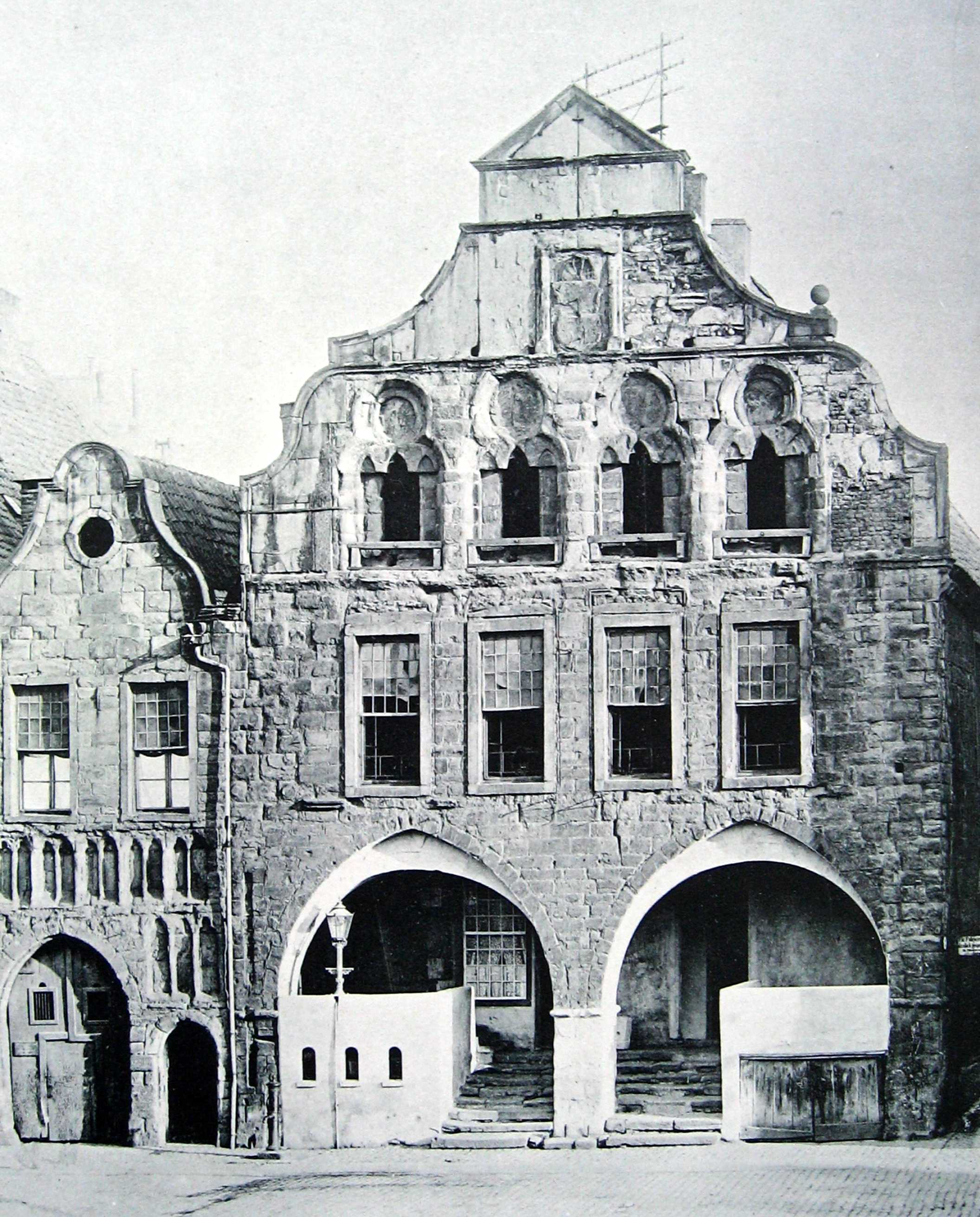
Altes Rathaus in Dortmund

  - Dechanei Klosterplatz 1 (ehem. Kanonikerhaus des zur Pfalzkapelle gehörenden Aachener Marienstifts, 1. Hälfte 13. Jh.; nach Kriegszerstörung 1951 abgerissen)
  - Romanisches Kellersystem Am Markt 46-52 (in den 1950er Jahren wegen Neubebauung abgetragen)
- Dortmund: Altes Rathaus (um 1240 errichtet und damit ältestes steinernes Rathaus Deutschlands; trotz Wiederaufbaufähigkeit 1955 abgerissen)
- Duisburg: Haus In der Busin (ältestes Bürgerhaus im Rheinland, um 1220/30; 1945 zerstört)
- Kalkar: Seydlitzhaus (13. Jh.; nach Kriegszerstörung in den 1950er Jahren abgetragen)
- Bauten in Köln:
  - Haus Zur Ehrenpforte, Altermarkt 46/48 (Patrizierhaus, um 1230/40; nach Kriegszerstörung 1950/51 für den Neubau der Jan-Van-Werth-Apotheke vollständig abgerissen)
  - Romanischer Keller im Haus Zum Granen, Altermarkt 64 (kriegszerstört)
  - Hof Hemmersbach, Am Rinkenpfuhl 1-5 (romanischer Kernbau um 1230/50, nach Kriegszerstörung abgetragen)
  - An der Eiche 2 (ehem. Kanonikerhaus von St. Severin um 1240/50; 1904 abgerissen)
  - Siegburger Hof, An der Rechtschule 4 (beim Bau des Rundfunkhauses 1948 vollständig abgerissen)
  - Romanischer Keller des Stammhauses der Familie Overstolz, An St. Lyskirchen 7 (1945 zerstört)
  - Mauerreste in der Häuserzeile An St. Lyskirchen 9–15 (nach Kriegszerstörung abgetragen)
  - Mauerreste in den Häusern Zum Sugwin und Zum Acker (1939 abgetragen)
  - Zweitverwendete Reste eines romanischen Baus im Haus Filzengraben 1 (1943 zerstört)
  - Romanischer Turmhausrest Filzengraben 12 (1943–45 zerstört)
  - Romanische Kelleranlagen im Haus Follerstr. 76 (1945 zerstört)
  - Romanische Baureste im Haus Glockengasse 3 (nach Kriegszerstörung abgerissen)
  - Romanische Tuffwand im Haus Hohestr. 77/79 (12. Jh.; im 20. Jh. zerstört)
  - Romanische Wandmalereien aus dem Haus Holzmarkt 67 (nach Verbringung ins Wallraf-Richartz-Museum verschollen, vermutlich kriegszerstört)
  - Romanische Mauern in den Häusern Holzmarkt 75/77 sowie Johannisstr. 69/70 (nach 1945 beim Wiederaufbau zerstört)
  - Romanische Baureste im mutmaßlichen Weberzunfthaus In der Fleischhalle (um 1240/50; bei Anlage der Gürzenichstr. und späteren Renovierungen vor dem Ersten Weltkrieg zerstört)
  - Romanische Mauerreste im Haus Königstr. 2 (durch Kriegszerstörung aufgedeckt, danach abgetragen)
  - Romanischer Kernbau im Haus Markmannsgasse 11 (nach 1945 beseitigt)
  - Romanischer Keller im Haus Mühlenark, Martinstr. 22 (1945 zerstört)
  - Reste eines romanischen Wohnturms im Haus Martinstr. 28 (12. Jh.; beim Neubau 1937/38 bzw. nach Kriegsende zerstört)
  - Romanische Keller in den Häusern Mathiasstr. 2 sowie Mühlenbach 34 (1914 bzw. im Krieg zerstört)
  - Romanischer Keller im Haus Zum Stern, Rheingasse 22 (1930 abgerissen)
  - Spätromanische Architekturstücke im Haus Zum Pfau, Sandbahn 10 (1230–50; 1910 abgerissen)
  - Romanische Hauskapelle im Hof Merzenich, Schildergasse 51/53 (kriegszerstört)
  - Tuffmauern im Haus Severinstr. 44 (um 1250; nach Kriegszerstörung abgerissen)
  - Romanischer Keller im Haus Judenburg, Vor St. Martin 7 (Mitte 13. Jh.; 1958 abgetragen)
  - Tuffmauerwerk im Haus Sechtem, Weberstr. 27 (nach Kriegszerstörung beseitigt)
- Paderborn: „Templerhaus“, romanischer Wohnturm (12. Jh.; bis zum Zweiten Weltkrieg weitgehend erhalten, 1949 abgerissen)
- Soest: Romanisches Wohnhaus Am Kützelbach 2 (2. Hälfte 12. Jh.; nach Kriegszerstörungen abgerissen)
- Sürth: Romanisches Wohnhaus auf dem ehem. Fronhof (vermutlich 12. Jh.; nach 1950 abgetragen)

### Rheinland-Pfalz

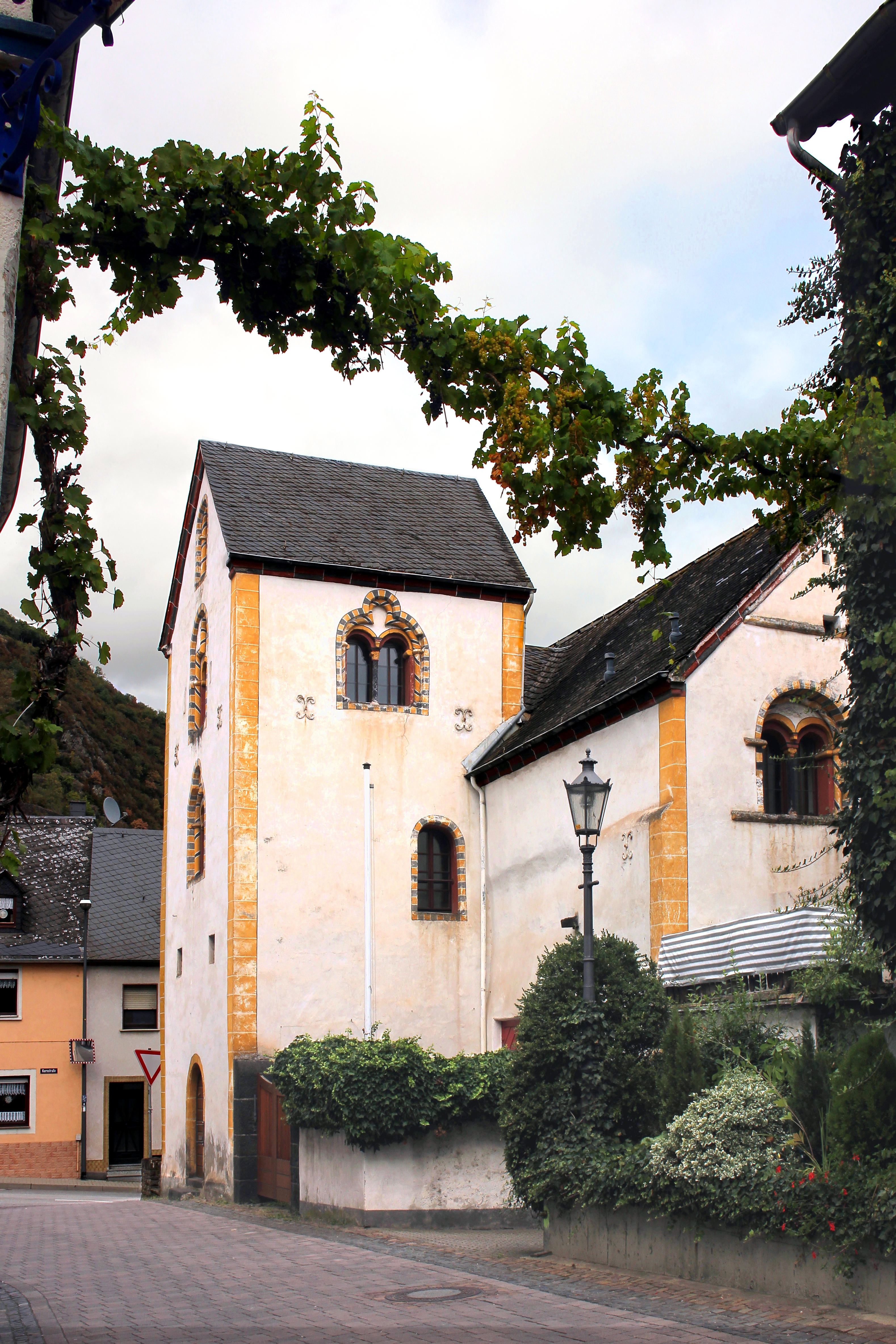
Haus Korbisch in Karden

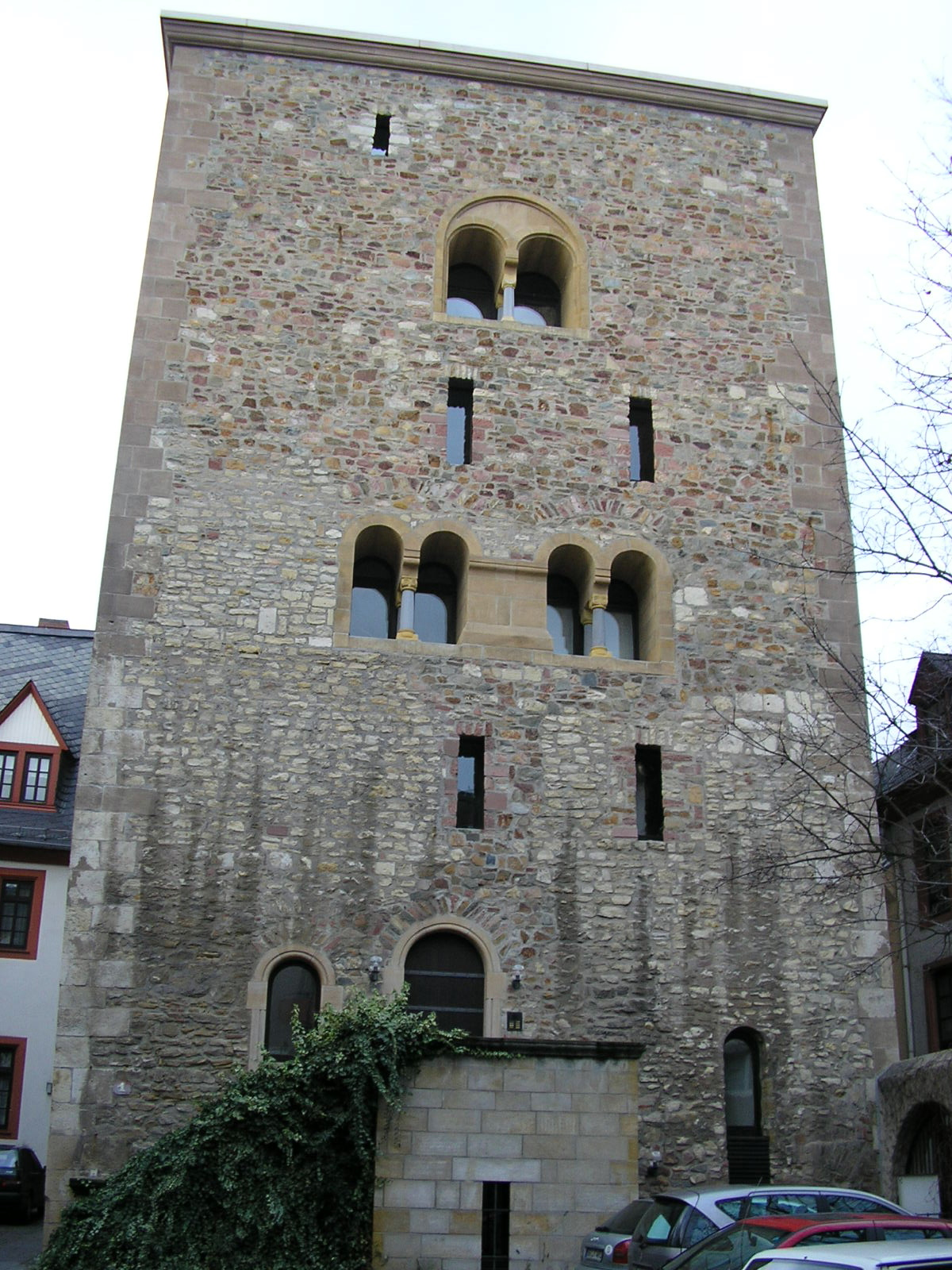
Haus zum Stein in Mainz

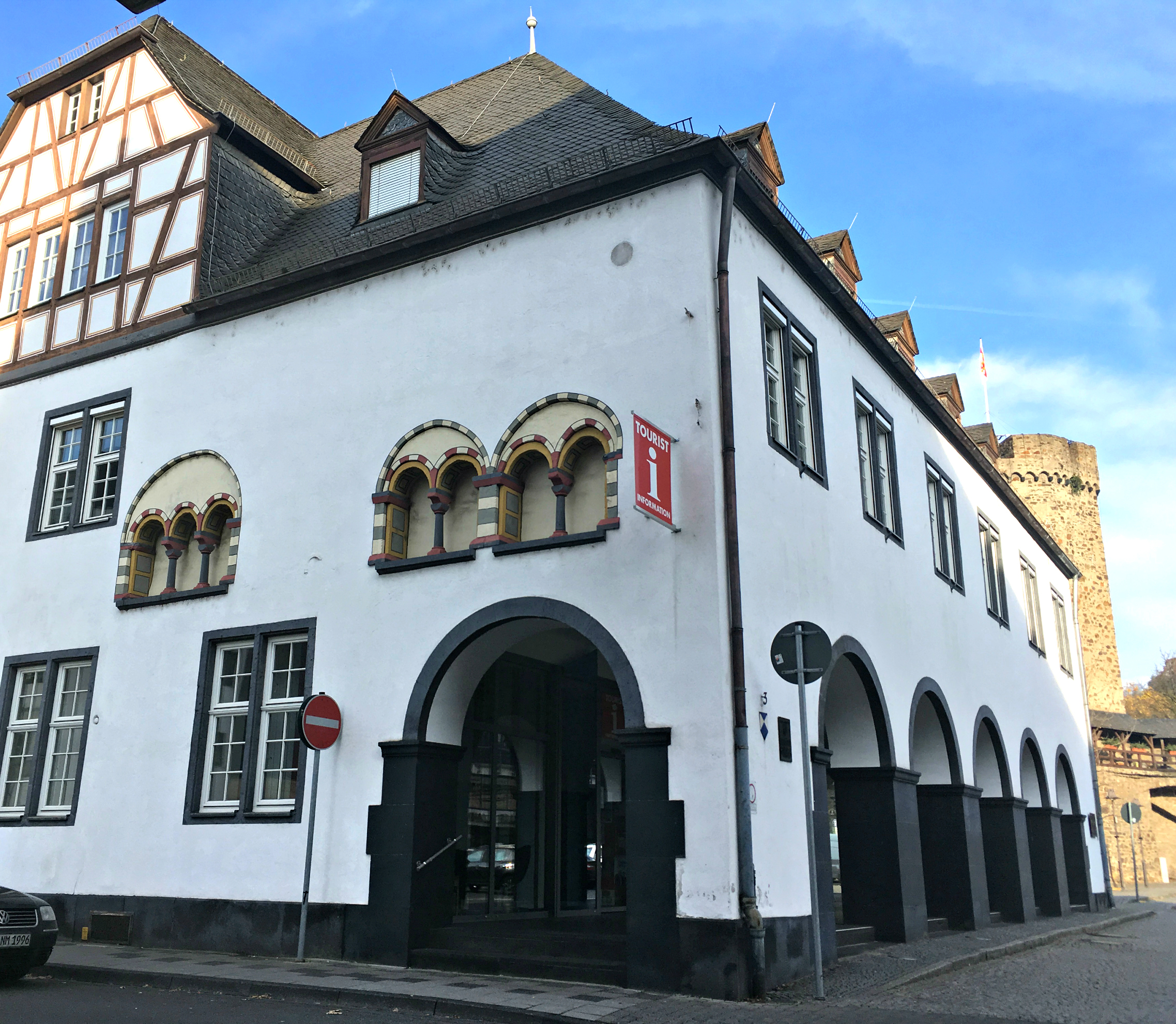
Salhof in Oberlahnstein (12. Jh.)

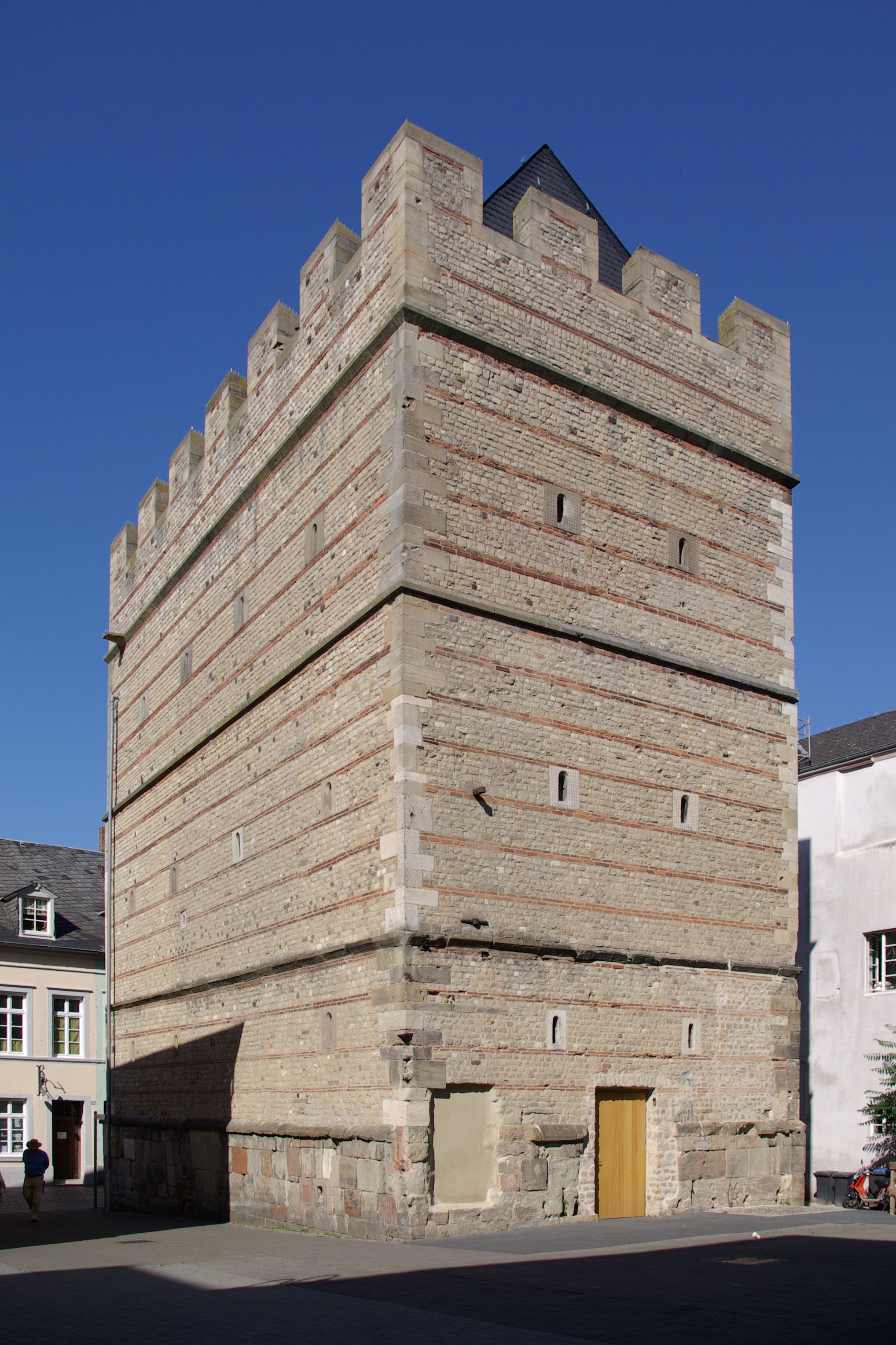
Frankenturm in Trier

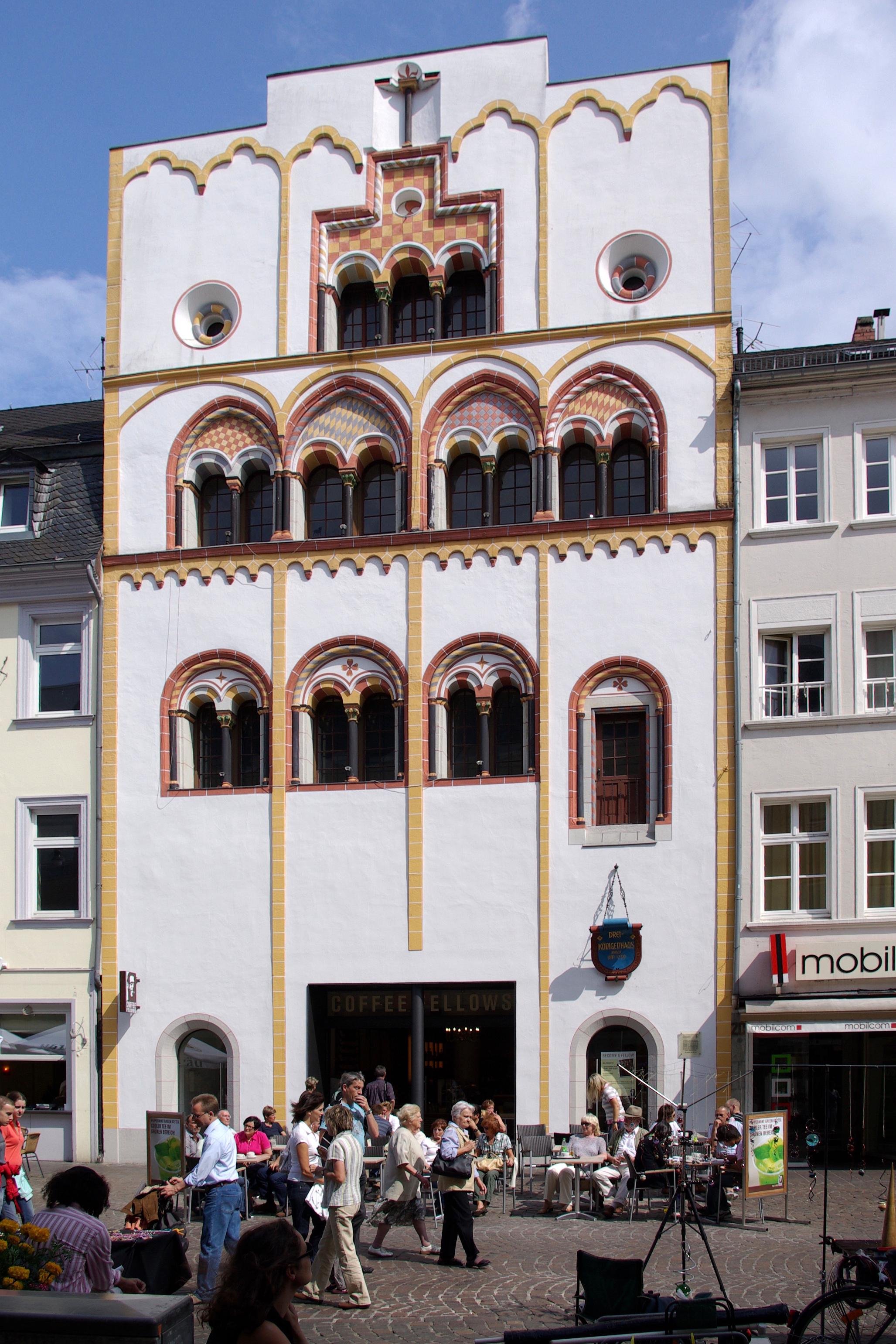
Dreikönigenhaus in Trier

- Boppard: Templerhaus in der Seminarstr. (Mitte 13. Jh.)
- Dalsheim: Romanisches Portal im Erdgeschoss eines Wehr- und Wohnturms im Dahlemschen Hof
- Ediger-Eller bei Cochem: Wohnturm Hofgut Lehmen
- Heidesheim am Rhein bei Bingen: Sandhof (Reste einer Hofanlage des 12. Jhs. ergraben)
- Horchheim: Romanisches Haus (im Kern aus dem 12. Jahrhundert)
- Kaiserslautern: Romanischer Keller im Wadgasserhof, Steinstr. 55 (1. Hälfte 13. Jh.)
- Kallstadt: Türsturz eines 1956 abgebrochenen Wohnhauses (11. Jh.), heute im Historischen Museum der Pfalz
- Bauten in Karden:
  - Haus Kastorkirchplatz 40/41 (Mitte 13. Jh.)
  - Haus Korbisch (vermutlich Wohn- und Amtssitz des Archidiakons (Chorbischofs) der Erzdiözese Trier vom Beginn des 13. Jahrhunderts mit Resten des Vorgängerbaus aus dem 10. Jahrhundert)
  - Stiftsherrenbau
- Klingenmünster: Haus Weinstr. 42 (romanische Baureste, verbaut)
- Bauten in Koblenz:
  - Alte Burg (12./13. Jh.)
  - Kleinerer Steinbau der Deutschordensniederlassung (Baurest aus der Mitte des 13. Jh.)
- Leutesdorf: Reste eines romanischen Wohnhauses nördlich neben der Kirche (Ende 12. Jh.)
- Bauten in Mainz:
  - Heiliggrabgasse 2 (12. Jh.; nach Kriegsschäden wiederaufgebaut)
  - Haus zum Stein (12. und 13. Jahrhundert)
  - Romanische Mauerreste im Haus Weintorstr. 6
  - Haus Zeughausgasse 4 (vermutlich Speicherbau; 12./13. Jh.)
- Bauten in Merl (Zell):
  - Burghaus Oberstr. 191 (13. Jh.)
  - Wohnturm Zandtstr. 70 (dendrodatiert ins Jahr 1248)
- Moselweiß: Haus Bahnhofstr. 3–4 (Wohnbau, Mitte 13. Jh.)
- Neef: Haus Moseluferstr. 6–7 (Mitte 13. Jh.)
- Niederlahnstein: Heimbachhaus (Dietkirchener Hof), Heimbachgasse 3 (Immunitätshaus, Mitte 12. Jh.)
- Oberlahnstein: Salhof (um 1160/70; durch Bemühungen der örtlichen Denkmalpflege vor dem endgültigen Abbruch bewahrt)
- Pfaffendorf: Altes Hofhaus, Emser Str. 112–114 (12./13. Jh.)
- Senheim: Romanischer Wohnturm (um 1200)
- Siebenborn: Romanischer Keller im Klosterhof
- Bauten in Speyer:
  - Haus "Zum Schwanen", Maximilianstr. 26
  - Retscher (um 1240/50)
- Bauten in Trier:
  - Frankenturm (11. Jahrhundert)
  - Turm Jerusalem (11. Jahrhundert)
  - Dreikönigenhaus (ca. 1230)
  - Romanischer Keller in der Philippskurie (12. Jh.)
  - Romanische Mauerreste in der Dompropstei (Ende 12. Jh.)
  - Reste eines romanischen Wohnturms im Bischöflichen Konvikt Hinter dem Dom 1 (2. Hälfte 12. Jh.)
  - Romanischer Keller als Rest der mittelalterlichen Einbauten in der Konstantinbasilika (13. Jh.)
  - Haus Margarethengäßchen 4 (12. Jh.; nach Kriegszerstörungen und Abbrucharbeiten 1954 nur noch die Nordwand erhalten)
  - Domherrenkurie in der Mustorstr. (stark rekonstruiert)
  - Romanischer Keller im Haus Sieh um Dich 2 (12. Jh.)
  - Baureste im Haus Simeonstift 13 (12. Jh.)
  - Reste eines romanischen Wohnturms im Haus Windstr. 2 (12. Jh.)
- Undenheim: Romanischer Türsturz aus einem Gehöft in der Sackgasse 7
- Worms: Haus Zur Trommel (spätromanische Fassade aus der Zeit um 1200)
- Zewen: Zewener Turm

Im 20. Jahrhundert zerstört:
- Bauten in Kaiserslautern:
  - Von der Leyensches Haus (Reste eines romanischen Kellers)
  - Keller des Hauses Auf dem Altenhof 14 (nach Kriegszerstörung abgetragen)
  - Steinernes Haus Schillerstr. 6 (Mitte 13. Jh.; 1965 abgerissen)
- Bauten in Klingenmünster:
  - Haus Im Stift 5 (ehem. Abtshaus, 2. Hälfte 12. Jh.; ohne Bauaufnahme 1972 als städtisches Eigentum abgerissen)
  - Turmhaus im Stiftsbezirk (Ende 12. Jh.; 1972 abgerissen)
- Bauten in Koblenz:
  - Alte Burg (bei Umbauarbeiten nach dem Zweiten Weltkrieg große Teile historischer Bausubstanz zerstört)
  - Am Florinsmarkt, Nikolaus-von-Cues-Haus (romanische Baureste, 1964–65 bei Neubauarbeiten stark zerstört)
  - Ehem. Kauwerziner Hof, Florinspfaffengasse 4 (romanische Baureste, nach Kriegszerstörung abgerissen)
  - Prämonstratenserabtei Rommersdorf Florinspfaffengasse 10/12 (romanische Baureste, 1944 zerstört)
  - Deutschordenshaus (romanische Baureste, im Zweiten Weltkrieg zerstört)
  - Kastorstr. 26/28 (Giebelwand, 2. Hälfte 12. Jh.; nach Freilegung 1933 abgetragen)
  - Rosenhof Kastorstr. 116 (romanischer Wohnbau als ältester Teil des Komplexes, 1944 zerstört)
  - Münzplatz 7–9, Metternicher Hof (romanische Baureste, im und nach dem Zweiten Weltkrieg zerstört)
- Bauten in Mainz:
  - Romanischer Rechteckbau Gallusgasse 7 (um 1250; 1946 abgerissen)
  - Haus des Kalonymos (1904 abgerissen, romanische Architekturteile ins Mittelrheinische Landesmuseum verbracht, heute dort ausgestellt)[28]
  - Haus Mailandsgasse 3 (um 1250; nach 1945 abgerissen)
- Speyer: Reste eines romanischen Wohnturms (Haus "Zur Hunsdrube") Johannisstr. 23 (12. Jh.; 1993 ohne Kenntnis der Existenz romanischer Mauerreste zum Abriss freigegeben; Abrissantrag konnte nicht mehr zurückgenommen werden)[29]
- Bauten in Trier:
  - Baureste mittelalterlicher Wohnhäuser Am Irminenfreihof (Mitte 13. Jh.; im Zweiten Weltkrieg zerstört)
  - Mauerreste von Wohnbauten Am Katharinenufer (1926 bei Kanalarbeiten entdeckt und beseitigt)
  - Banthusseminar (1949 nach Kriegszerstörung abgetragen)
  - Romanischer Keller im Haus Brückenstr. 95 (nach 1913 zerstört)
  - Wohnturm im Immunitätsbezirk des Dominikanerklosters, Dominikanerstr. 5 (Ende 12. Jh.; um 1900 niedergelegt)
  - Mittelalterliche Mauerreste beim Haus Lortz (1949 beseitigt)
  - Mittelalterliche Kelleranlagen auf dem Grundstück Fleischstr. 61–65 (1955 beim Neubau der Paulinus-Druckerei zerstört)
  - Reste eines romanischen Wohnhauses und der Domimmunitätsmauer Grabenstr. 7 (in den 1950er Jahren beseitigt)
  - Architekturteile romanischer Wohnhäuser im Schneiderzunfthaus sowie im Zunfthaus der Schlosser und Schmiede (beide zu Beginn des 20. Jh. abgetragen)
  - Keller im Haus Hosenstr. 6 (kriegszerstört)
  - Haus Margarethengäßchen 4 (romanisches Wohnhaus, 12. Jh.; bis zum Zweiten Weltkrieg relativ gut erhalten, Reste bis auf die Nordwand 1954 abgetragen)
  - Haus Neustr. 87 (Reste eines romanischen Wohnturms aus dem 12. Jh., 1955 weitgehend zerstört)
  - Haus Neustr. 88 (12./13. Jh.; nach Kriegszerstörung 1952 abgetragen)
  - Romanisches Fenster im Haus Simeonstr. 18 (um 1200; nach 1945 beseitigt)
  - Romanische Fensterreste im Haus Sternstr. 5 (nach Abbrucharbeiten in den 1950er Jahren ins Landesmuseum verbracht)
  - Mittelalterliche Keller Weberbachstr. (beim Neubau der Stadtbibliothek nach dem Zweiten Weltkrieg zerstört)
- Winningen: Ehemaliger Zehnthof des Aachener Marienstifts in der Jahnstr. 12 (13. Jh.; zerstört)
- Worms: Haus Hagenstr. 28 (1938 abgebrochen, erhaltener Türsturz im Andreasmuseum)

### Sachsen
- Bauten in Geithain:

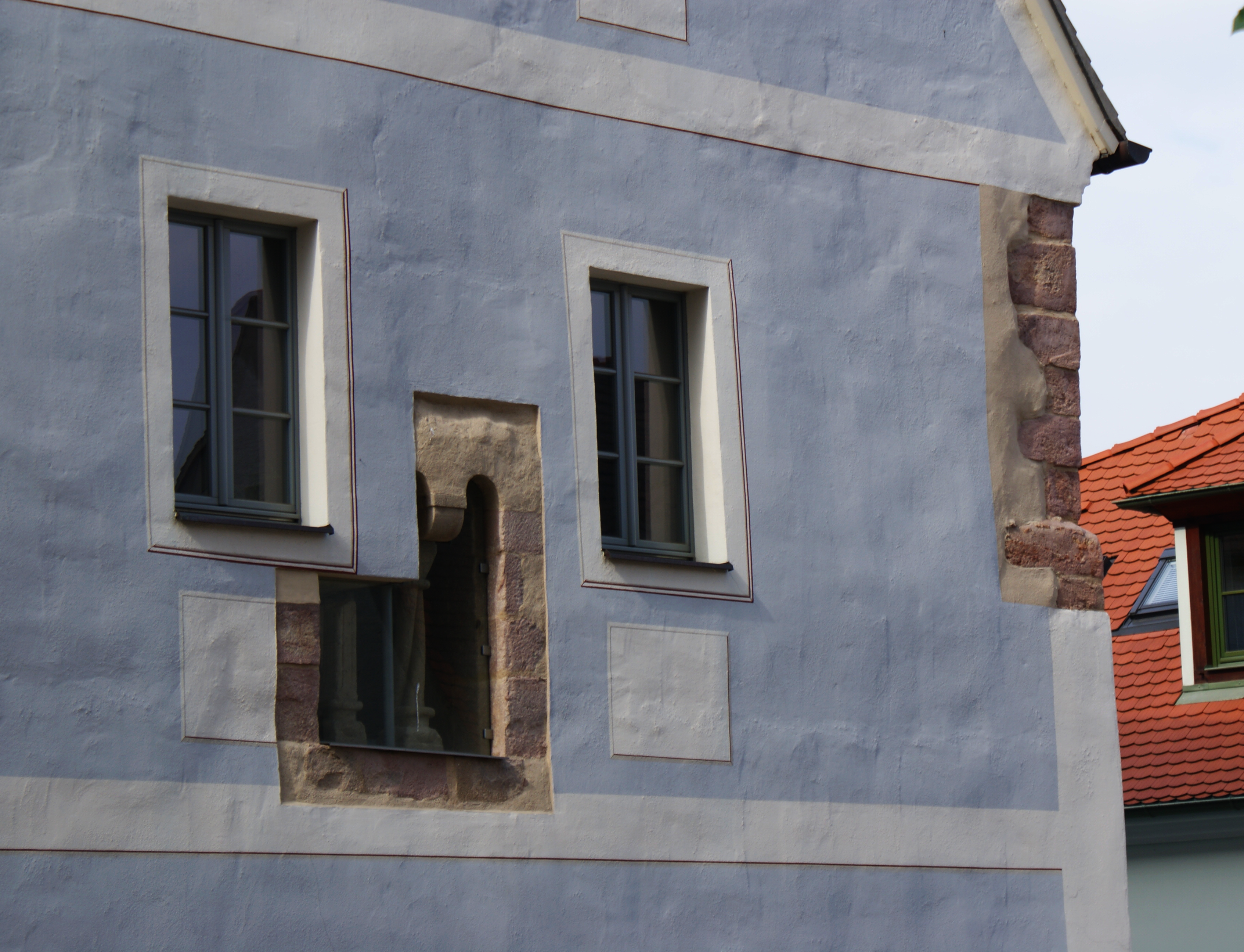
Vogtshaus in Oschatz

  - Sog. Pulverturm, Wohn- oder Wehrturm eines Freigutes (Ende 12. Jh., Anfang 13. Jh.), siehe auch Liste der Kulturdenkmale in Geithain#Geithain
  - Mutmaßlicher romanischer Wohnturm als Teil eines Gebäudes (bislang nicht näher untersucht) nahe der Nikolaikirche, integriert in die Stadtmauer, möglicherweise ehemals Teil einer vermuteten Burg Geithain
- Grillenburg (Tharandt): Romanische Mauerreste einer vermuteten Jagdpfalz in den Kelleranlagen von Jagdschloss Grillenburg
- Bauten in Oschatz:
  - Vogtshaus
  - Ruine Schloss Osterland (unbefestigtes Jagdschloss, 1211–1230 errichtet), westlich von Oschatz, mit (wieder versiegeltem) kunstgeschichtlich bedeutendem „Quell- bzw. Wasserhaus“ im Innenhof (Bezug zur Gralssage anzunehmen)

### Sachsen-Anhalt
- Aschersleben: Grauer Hof

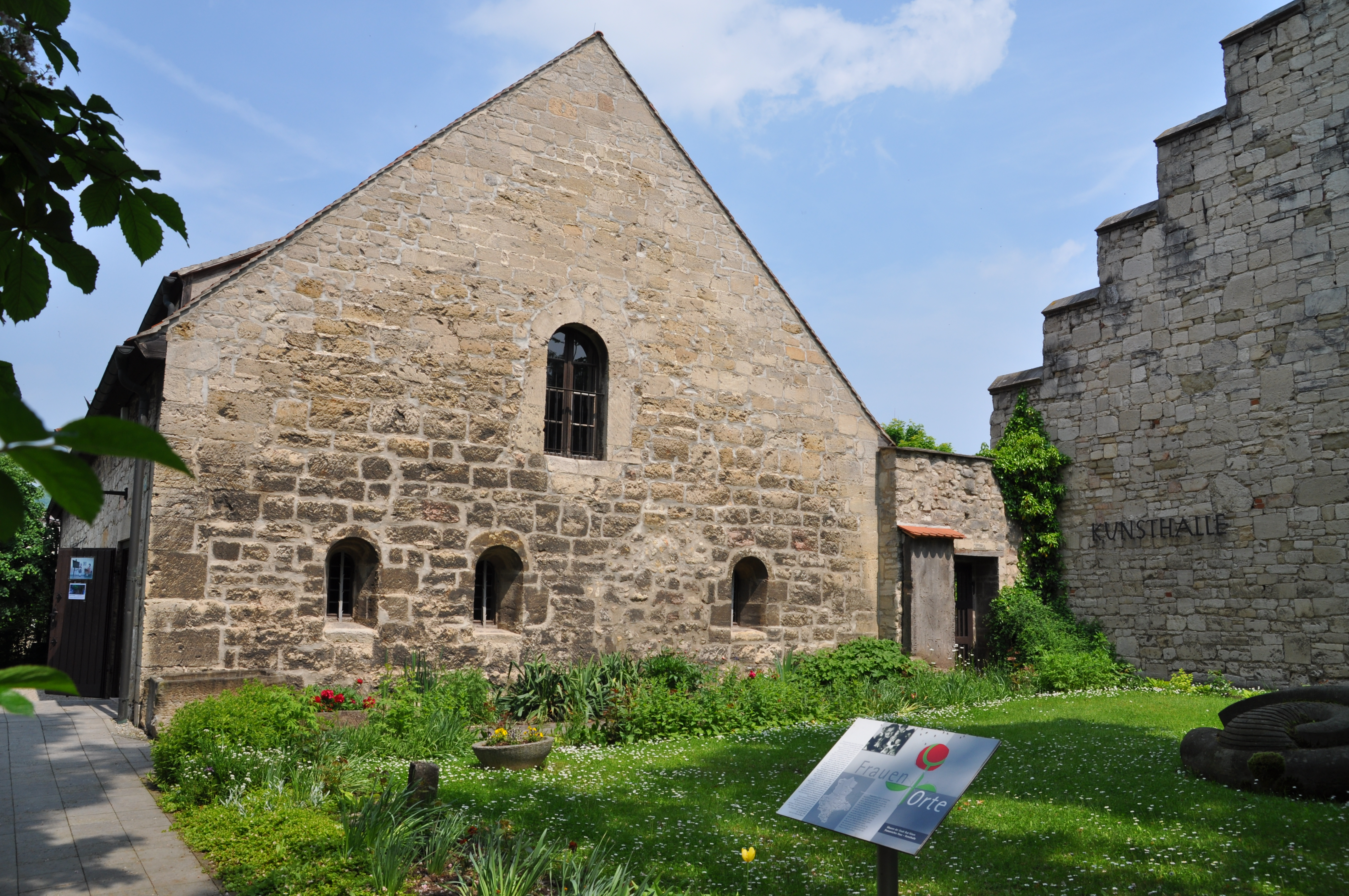
Romanisches Haus Bad Kösen Stirnseite

- Bad Kösen: Romanisches Haus (Teil eines Bischofshofs, ca. 1180)
- Bauten in Halle (Saale):
  - Wohnturm Rannische Straße/Ecke Sternstraße
  - Hofflügel des Hauses Große Märkerstraße 23
- Merseburg: Reste des Bischofspalastes im Untergeschoss der Martinikurie (11. Jh.)[30]
- Naumburg (Saale): Teile der Ägidienkurie
- Quedlinburg: Höllenhof (Teile aus dem frühen 13. Jahrhundert)
- Werben (Elbe): Romanisches Haus auf dem Komtureigelände
- Zeitz: Abtshaus im Kloster Posa

### Schleswig-Holstein
- Bauten in Lübeck:
  - Löwen-Apotheke

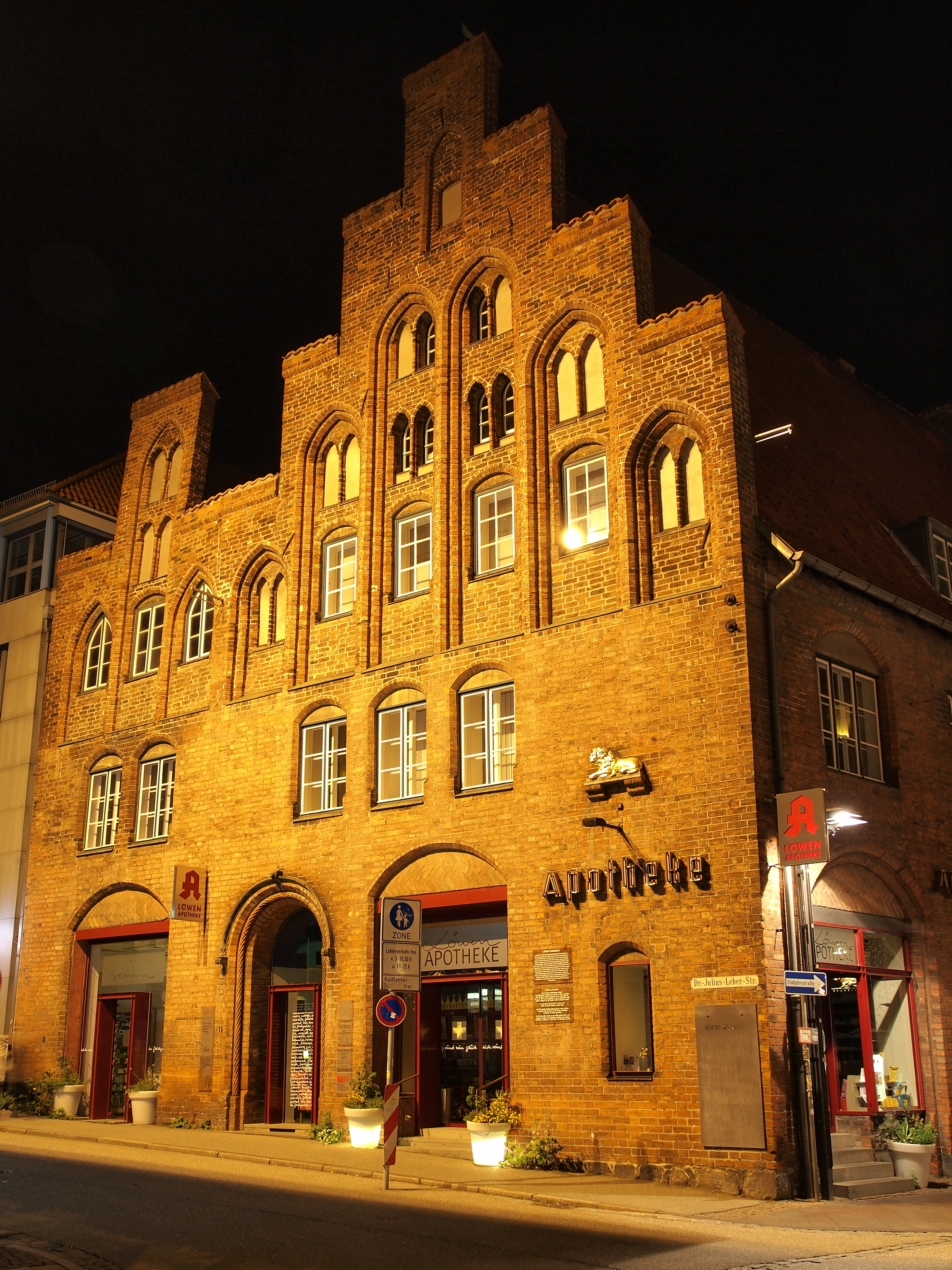
Löwen-Apotheke in Lübeck

  - Mauerreste im Haus Alfstraße 38 (Ende 12./ Anfang 13. Jh.; archäologisch in derselben Straße erschlossene Reste eines Kaufmannshauses vom Ende des 12. Jhs. dienten 2014 als Grundlage für die Rekonstruktion desselben im Geschichtserlebnisraum Lübeck)[31]
  - Mauerreste eines Wohnturms im Haus Kapitelstr. 5 (1. Hälfte 13. Jh.)
  - Romanische Mauerreste im Haus Koberg 2 (13. Jh.)
  - Romanischer Giebel im Haus Koberg 12 (Hintergiebel zur Große Burgstr. 48; um 1250)
- Ratzeburg: Reste eines romanischen Hauses, Domhof 30 (13. Jh.)

Im 20. Jahrhundert zerstört:
- Bauten in Lübeck:
  - Hintergiebel des Hauses Königstr. 41 (um 1240/50; um 1900 abgebrochen)
  - Hintergiebel des Hauses Mengstr. 16 (um 1230/40; zwischen 1911 und 1935 abgerissen)
  - Hintergiebel des Hauses Schüsselbuden 10 (1942 zerstört)

### Thüringen
- Bauten in Erfurt:

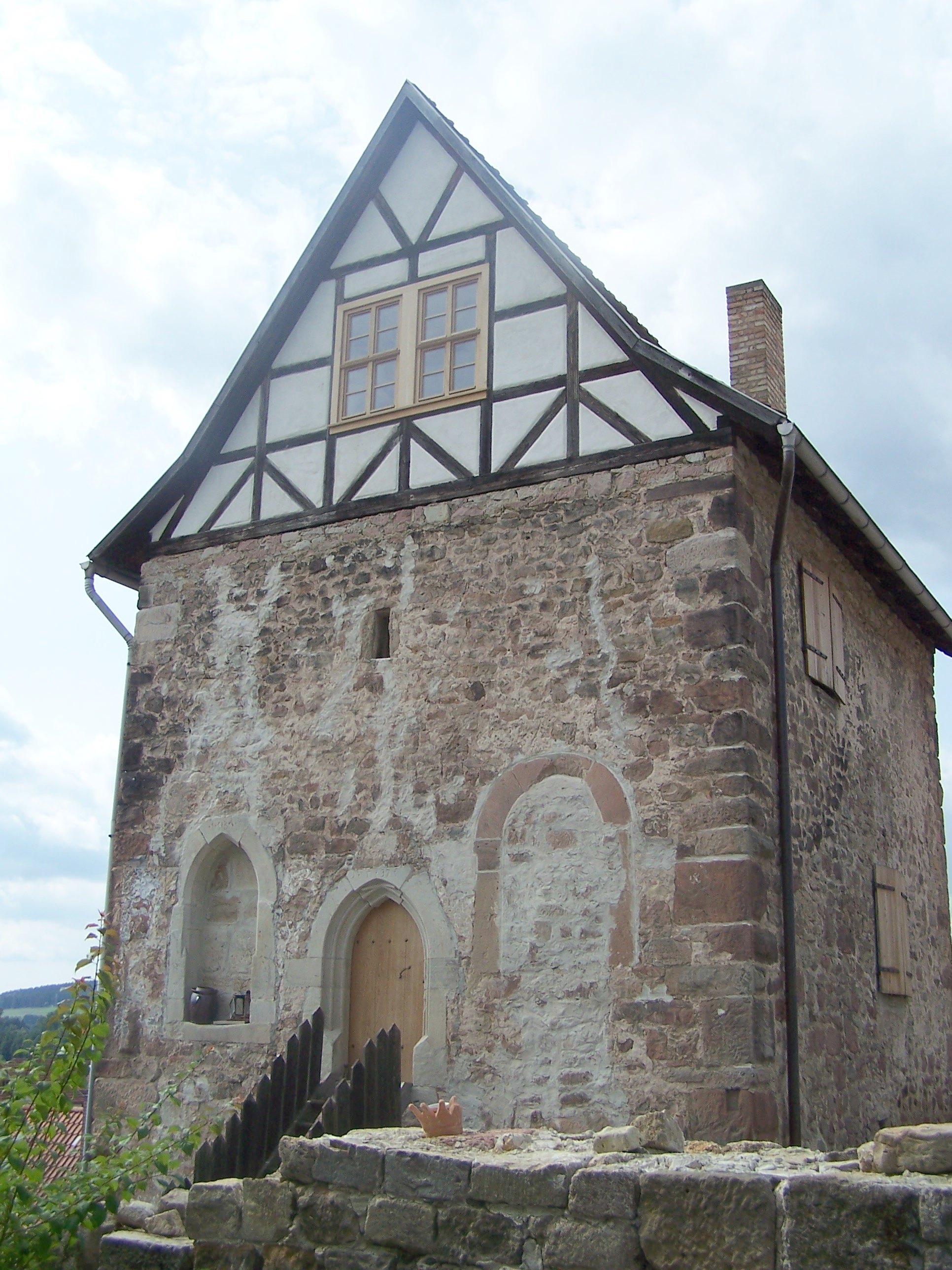
Kemenate in Schwallungen

  - Massive romanische Grundmauern am Mainzerhofplatz (ab 2017 ausgegraben)[32]
  - Romanische Mauerreste im Haus Michaelisstr. 30
  - Geräumiger romanischer Keller Weiße Gasse 30/Georgsgasse (ab 2015 ausgegraben)[33]
- Paulinzella: Zinsboden im ehem. Kloster Paulinzella (12. Jh.)
- Saalfeld/Saale: Romanisches Haus am Markt (sog. Marktapotheke)
- Schmalkalden: Hessenhof mit Iweinfresken aus dem 13. Jh.
- Schwallungen: Spätromanischer Wohnturm Kemenate Schwallungen
- Wandersleben: Restaurierter Wohnturm (um 1250) eines ehemaligen Burgmannensitzes (Burgmannensitz teilweise abgerissen), der Turm kann besichtigt werden

## Belgien
- Oud Sint-Janshospitaal in Brügge
- Korenstapelhuis in Gent

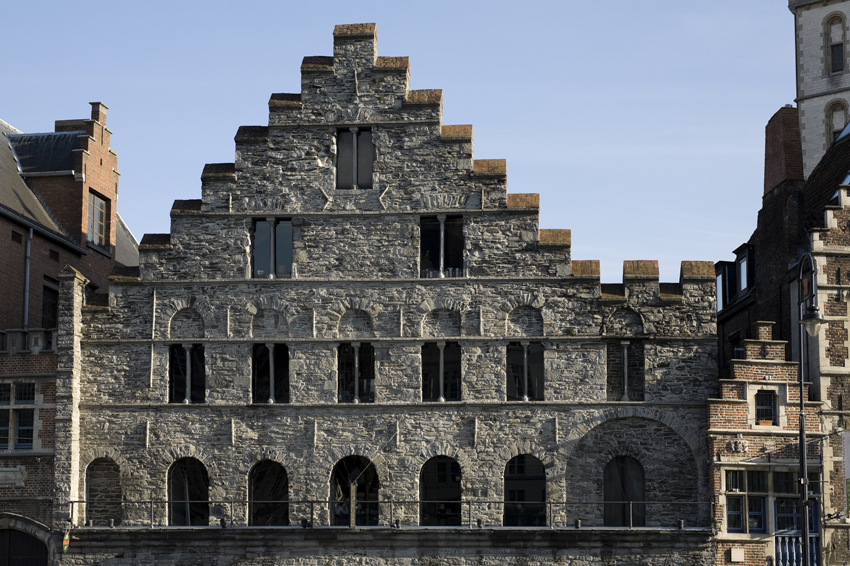
Korenstapelhuis in Gent

- De Kleine Sikkel genanntes Haus aus dem 13. Jh. in Gent
- Maison romane (Tournai), Ensemble eines romanischen Doppelhauses

## Dänemark
- Kirkjubøargarður in Kirkjubøur (Färöer) (älteste Teile des Holzhauses stammen aus dem 11. Jh.)

## Frankreich
- Maison forte de la ferme du Colombier (Aincourt) in AincourtRomanisches Haus in PoitiersRomanische Häuser in Saint-Guilhem-le-Désert

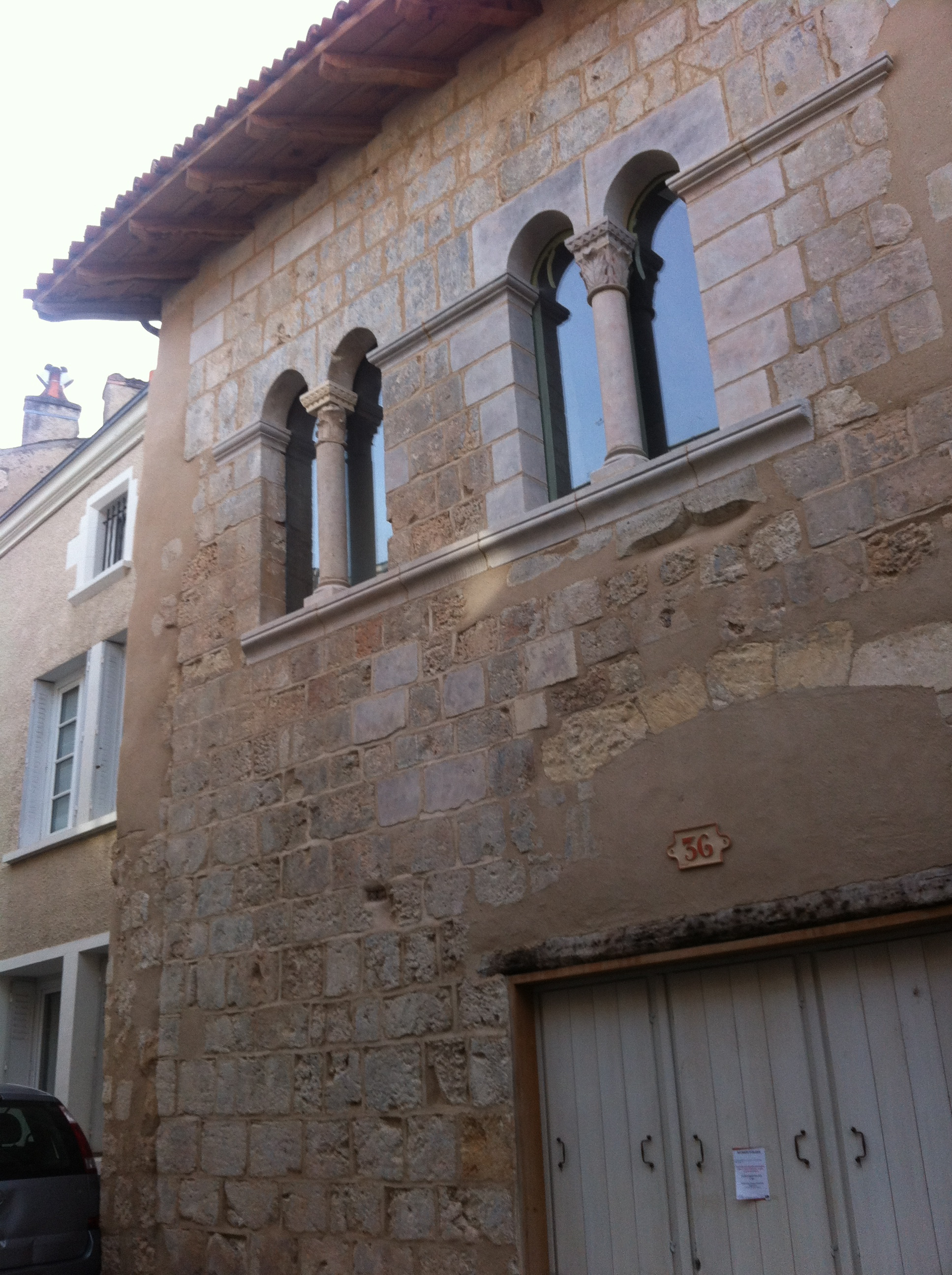
Romanisches Haus in Poitiers

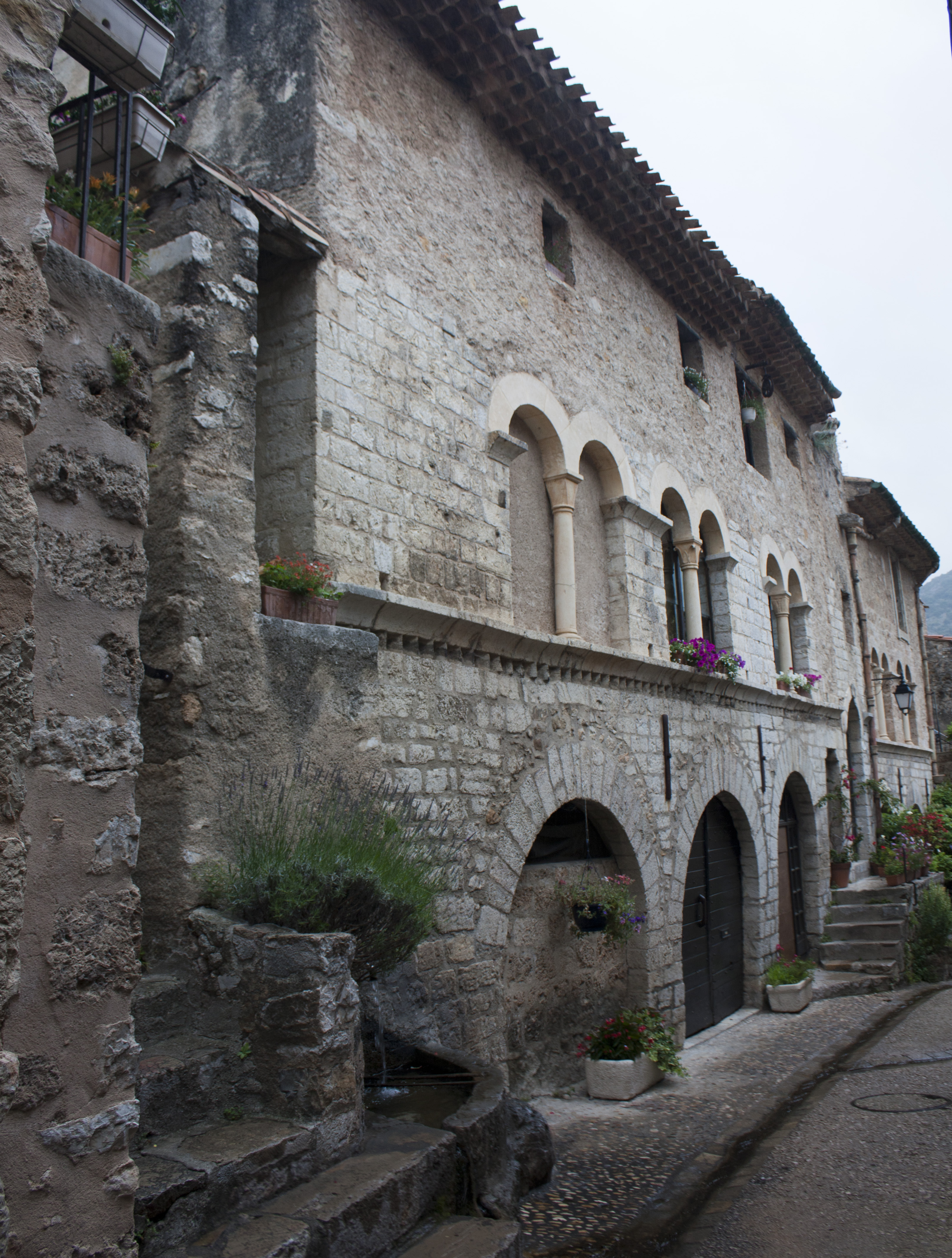
Romanische Häuser in Saint-Guilhem-le-Désert

- Ancienne maison romane, 7 Rue Saint-Aignan in Angers
- älteste Teile des Bischofspalasts von Auxerre (1. Hälfte 12. Jh.)
- Maison romane ou Hôtel de Cîteaux, Rue Rousseau-Deslandes in Beaune
- Maison romane, Rue de la Vachaune in Blesle
- Maison du Château et porte romane, 1 Rue Carolus in Bourges
- Maison Porte, Place Eugène-Gilbert in Brioude
- mehrere romanische Häuser in Cluny (u. a. in der Rue Lamartine; das sog. "Haus mit Rundbogentor" von 1091, 20 Rue du Merle, gilt als ältestes mittelalterliches Stadthaus Frankreichs)[34][35]
- Maison de la Grisardière, 27 rue Lejamptel in Dol-de-Bretagne
- Maison des Petits Palets, 17 Grande-Rue des Stuarts in Dol-de-Bretagne
- Maison romane, 17 Rue de Sénarmont in Dreux
- Maison des Chanonges, Place de la Cathédrale in Embrun
- Hôtel du Viguier in Figeac
- Maison romane, Rue Paradis in Hyères
- Maison romane, 7 Rue Rochetaillade in Le Puy-en-Velay
- Le Bourg in Loisail
- Ancienne Maison romane, Rue Lacataye in Mont-de-Marsan
- Maisons fortes romanes de Mont-de-Marsan (s. entsprechenden Artikel in der französischsprachigen Wikipedia)
- Maison romane, 20 Rue Marceau in Narbonne
- Maison romane, Rue de la Madeleine in Nîmes
- Maison romane, 1 rue Droite in Nizza
- Romanisches Haus, Rue des Pélerins in Obernai
- Maison médiévale, dite Maison romane, Rue de l'Ancien-Hôtel-de-Ville in Orange (Vaucluse)
- Maison romane, 36 Rue Jean-Bouchet in Poitiers
- Grange aux dîmes (Provins) in Provins
- Maison romane (Provins) in Provins
- Maison païenne („Heidenhaus“) in Rosheim (12. Jahrhundert)
- Haus des Vicomte in Saint-Antonin-Noble-Val
- Maison romane in Saint-Gilles (Gard)
- mehrere Wohnhäuser in Saint-Guilhem-le-Désert
- Maison Romane, Place Saint-Michel in Sospel
- mehrere romanische Häuser in Vézelay (u. a. Rue des Écoles, Rue de l’Hôpital, Rue du Couvent, Place de la Basilique)
- Romanisches Haus in Villemagne-l’Argentière
- Maison Bélime, Rue Pelletier-de-Chambure in Vitteaux

## Großbritannien
- Herrenhaus von Boothby PagnellJew’s House in LincolnSaltford Manor House
- Moyse’s Hall in Bury St Edmunds

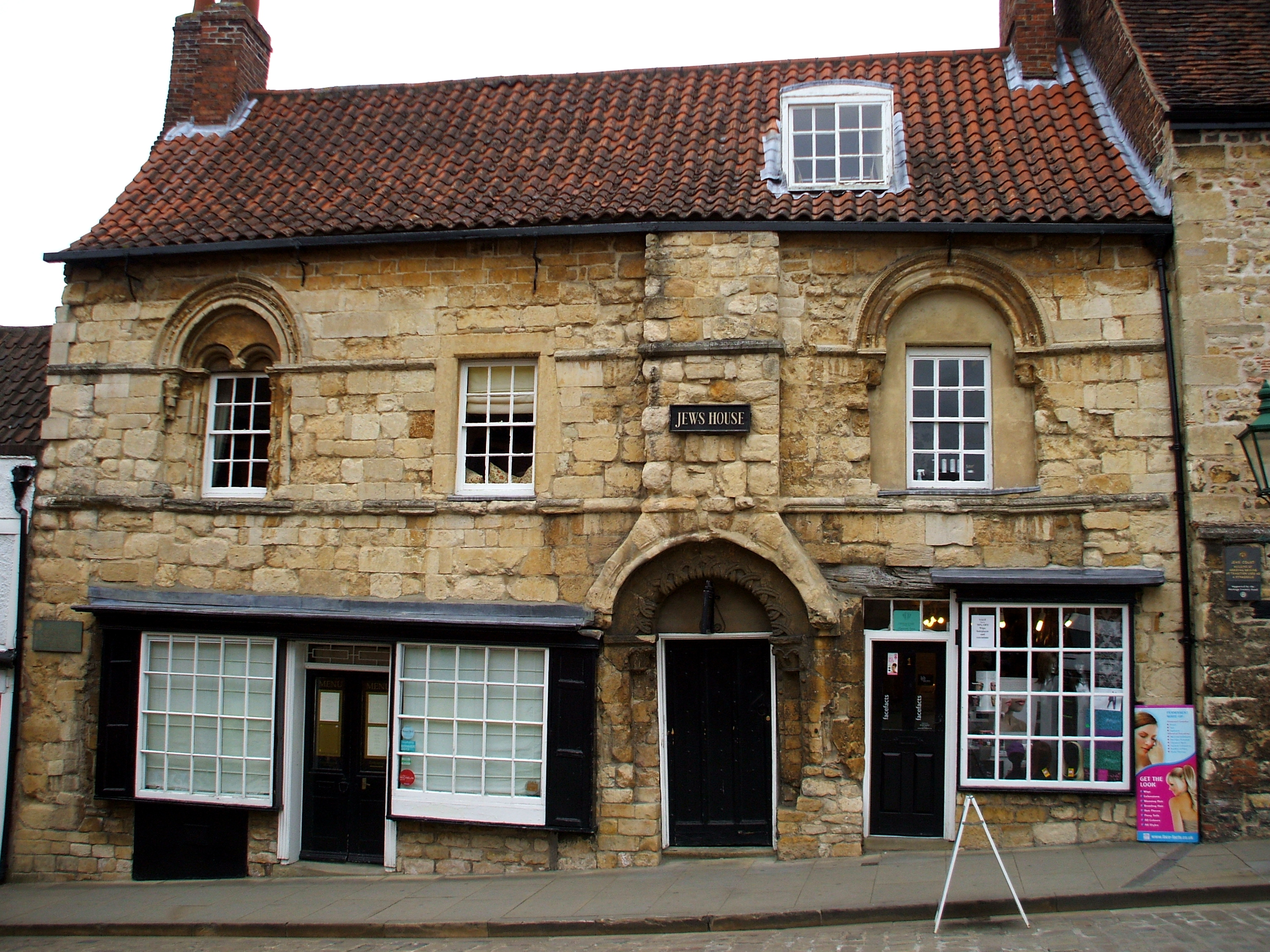
Jew’s House in Lincoln

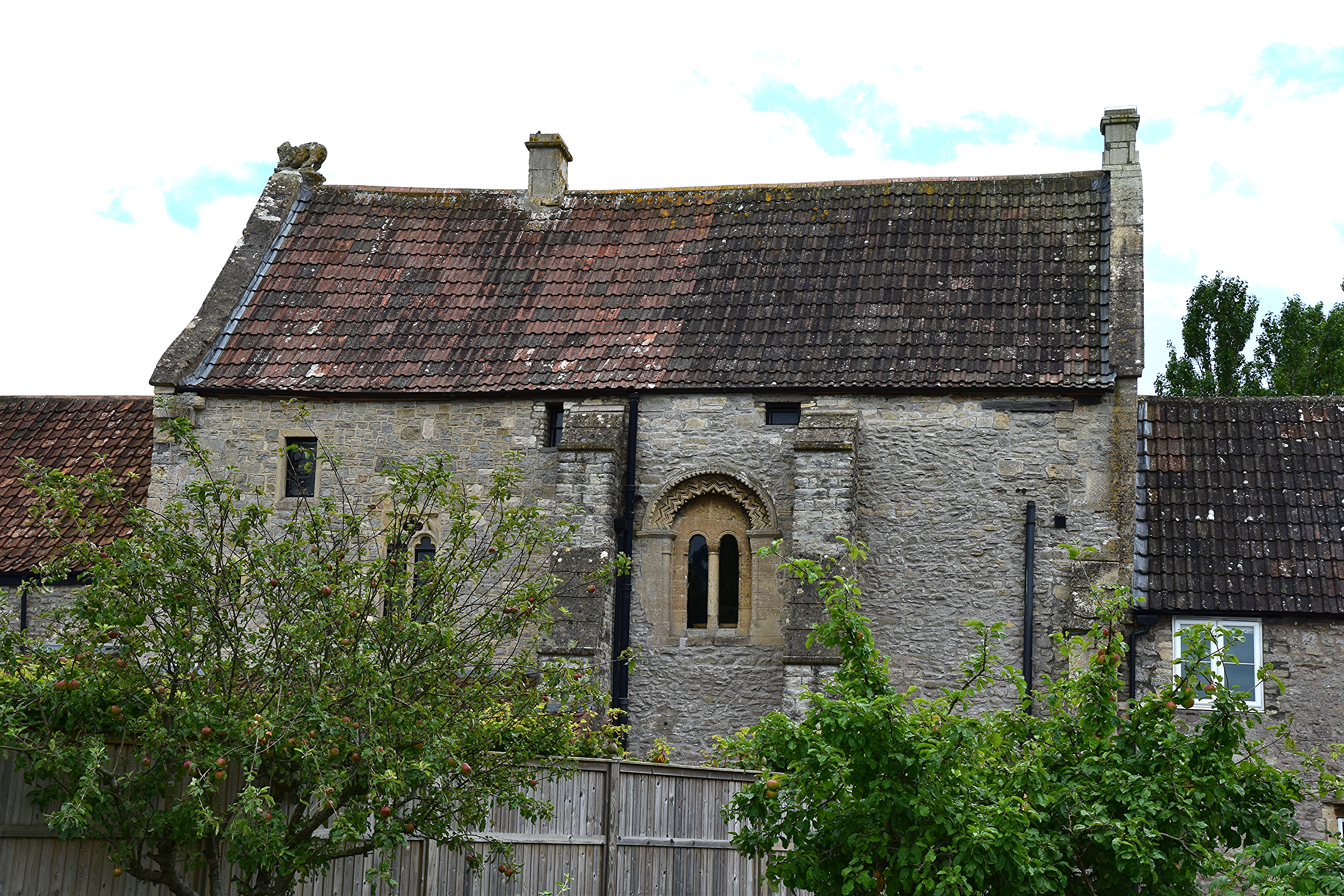
Saltford Manor House

- Fyfield Hall bei Chipping Ongar (Essex)[36]
- Großscheunen von Cressing Temple (1. Hälfte 13. Jahrhundert, älteste erhaltene Fachwerkgebäude Europas)
- The Manor in Hemingford Grey (Cambridgeshire) (älteste Teile 1. Hälfte 12. Jahrhundert)
- Horton Court in Horton (Gloucestershire) (normannische Halle aus dem 12. Jahrhundert)
- Icomb Place in Icomb (Gloucestershire) (älteste Teile 1. Hälfte 13. Jahrhundert)
- Jew’s House in Lincoln (Lincolnshire)
- Norman House in Lincoln (Lincolnshire)
- St. Mary’s Guildhall in Lincoln (Lincolnshire)
- Luddesdown Court in Luddesdown (Kent) (mit Teilen aus dem 11. Jh. möglicherweise das älteste dauerhaft bewohnte Haus Großbritanniens)[37]
- Saltford Manor House in Saltford (bei Bath) (älteste Teile möglicherweise aus der Zeit vor 1150, siehe Artikel in der englischsprachigen Wikipedia)
- Ancient Ram Inn in Wotton-under-Edge
- Norman House in York

## Italien

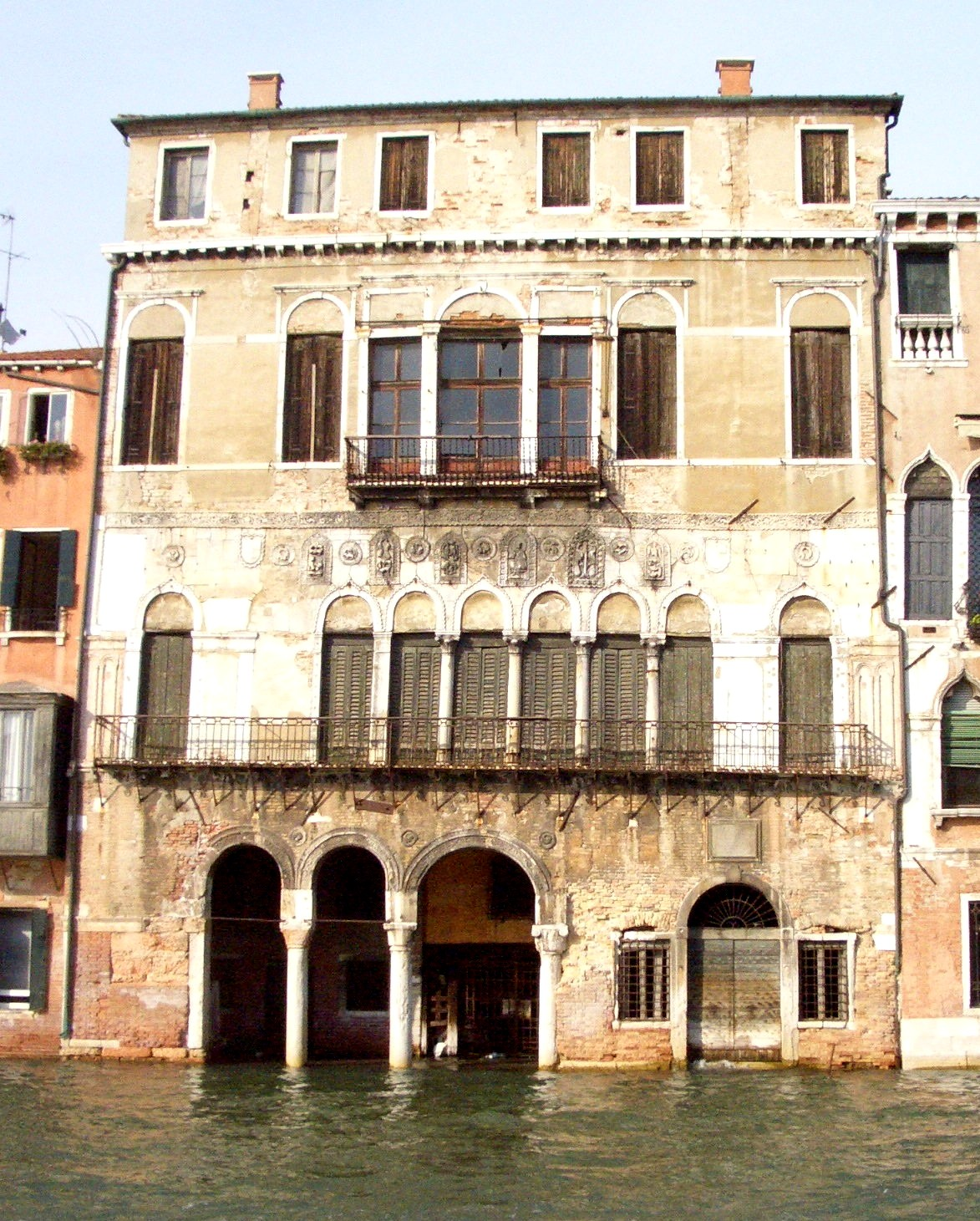
Ca' da Mosto in Venedig

- älteste Teile des Bischofspalasts von Arezzo
- Türme von Bologna
- Broletto (Como) in Como
- Bauernhaus in Furnacia (Südtirol)
- Janon in St. Ulrich in Gröden (Südtirol)
- Palazzo della Ragione (Mailand)
- Palazzo della Ragione (Mantua)
- Palazzo del Comune in Massa Marittima
- Palazzo del Podestà in Massa Marittima
- Casa Romanica und Castelletto in Monselice
- Palazzo della Ragione (Padua)
- Palazzo della Ragione als profaner Gebäudeteil der Abtei Pomposa
- Casa dei Crescenzi in Rom
- Torre delle Milizie in Rom
- Geschlechtertürme und Wohnhäuser in San Gimignano
- Ca’ Farsetti in Venedig
- Ca’ da Mosto in Venedig
- Erdgeschoss der Ca’ Loredan in Venedig
- Teile des Fontego dei Turchi in Venedig
- Torre dei Lamberti in Verona

## Kroatien
- Romanička kuća/Casa Romana in Poreč

## Niederlande
- Sandrasteeg 8 Deventer (Probstei, 1130, 1170)
- stadhuis Deventer (Teil des Rathauses, um 1230-1250)
- Grote Kerkhof 6 Deventer (Latijnse School, um 1200-1250)
- Philippus Gastelaarstraat 1 Doesburg (um 1225-1250, Keller)
- Oude Wed 3 Utrecht (1150-1200)
- Raadhuissteeg 6 Zutphen (um 1150–1225)
- Proosdijsteeg 1–3 Zutphen (um 1200-1225)
- Proosdijsteeg 5-7 Zutphen (ehemalige Kapittelsaal, um 1225-1250)
- Rozengracht 3 Zutphen (Gräfliche Saalbau, später Dormitorium, um 1250)
- Groenmarkt 1 Zutphen (ca. 1250, Ostfassade mit Fenster erhalten, Haus um 1870 abgerissen)

## Österreich
- Romanischer Keller im Haus Waagplatz 4 in Salzburg
- Vogtturm in Zell am See

## Schweden
- Steinhaus von Vatlings auf Gotland

## Schweiz
- Hohlandhaus in Oberwinterthur
- Haus Nideröst in Schwyz (Gemeinde) (ältestes erhaltenes hölzernes Wohnhaus von 1176, Südfront und Dach 1270; 2001 abgebrochen und für einen musealen Aufbau eingelagert, inzwischen in Sattel wiederaufgebaut[38])

## Slowenien
- Karsthaus in Štanjel

## Spanien

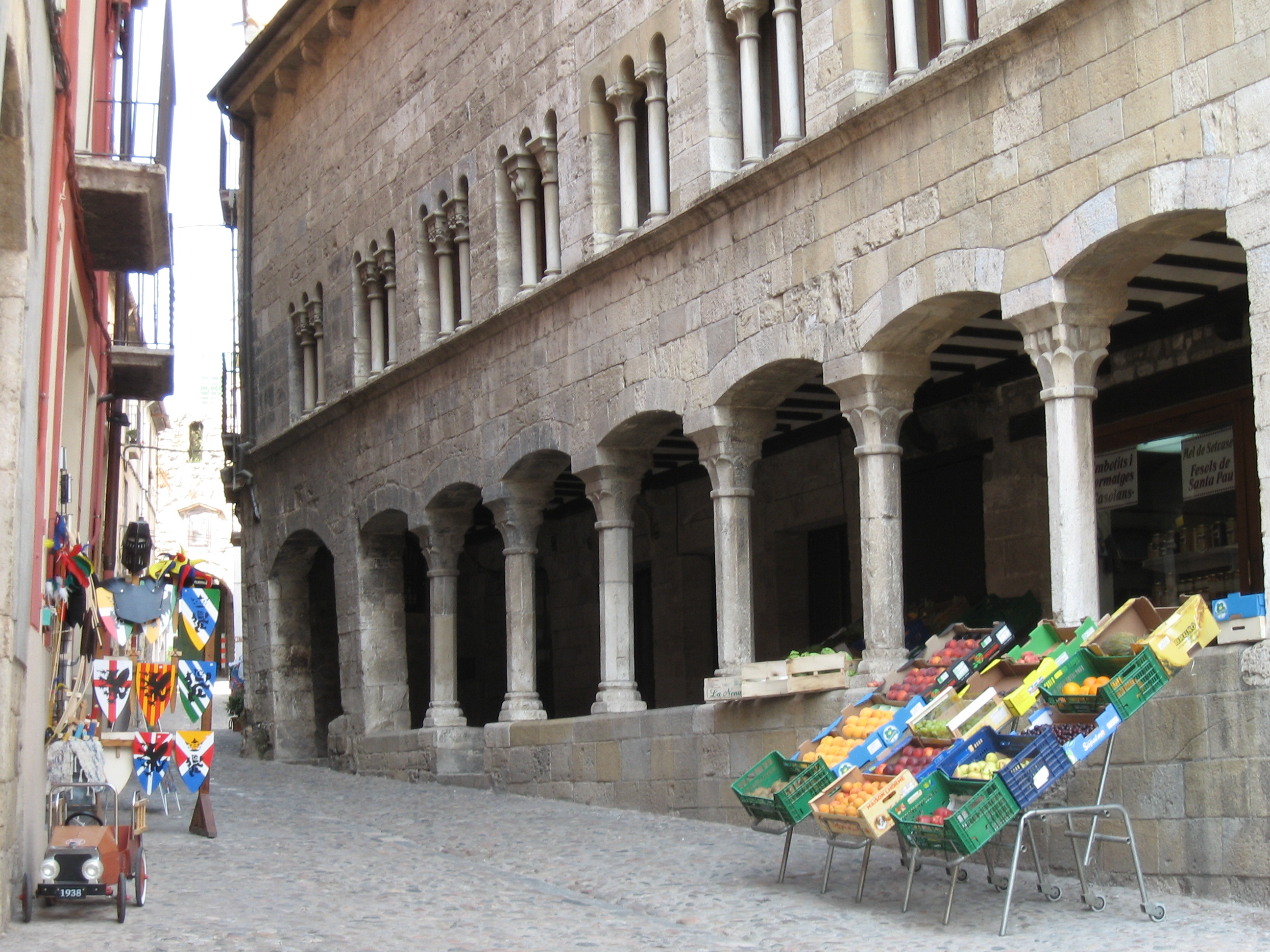
Besalu Plaça Major

- mehrere romanische Häuser in Besalú
- Romanisches Haus in Padilla de Arriba in der Provinz Burgos[39]
- Casa Fuerte Románica Juvinyá in Sant Joan les Fonts
- Casa del Mayorazgo de los Cáceres in Segovia
- Casa del Cid (Zamora)

## Romanische Brückenbauwerke
- Brücke von Auménancourt
- Pont Saint-Bénézet in Avignon

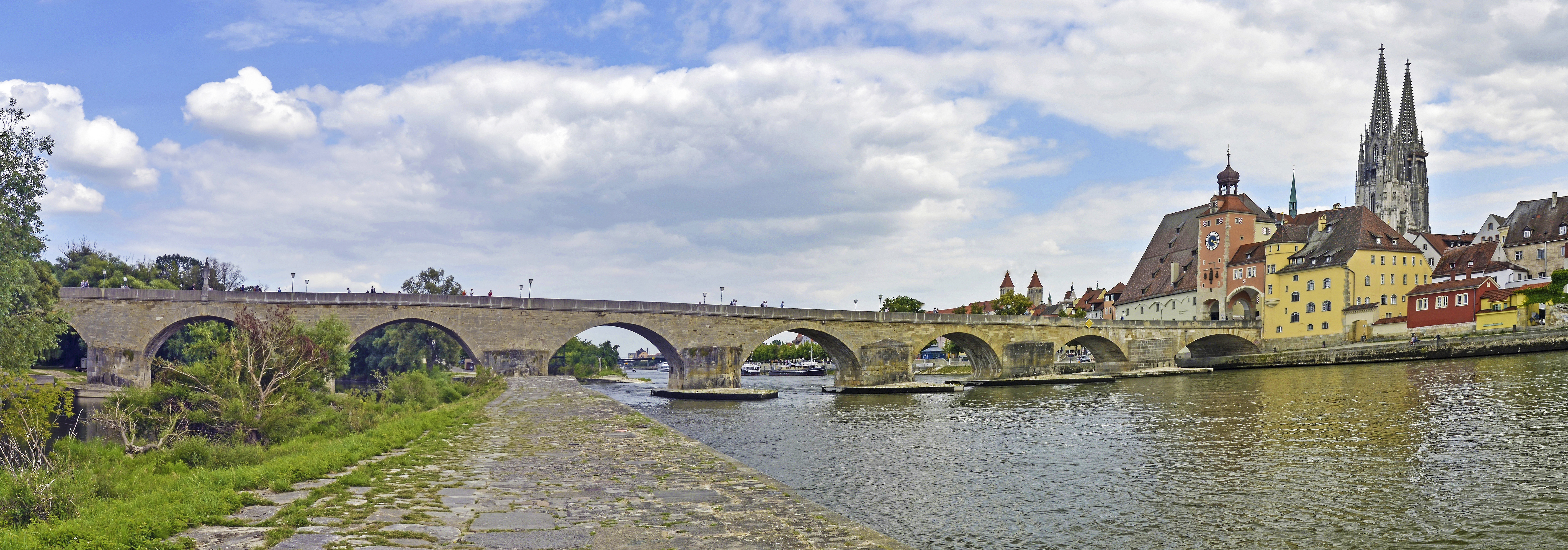
Regensburg – Steinerne Brücke

- älteste Teile des Pont de Besalú in Besalú
- Drususbrücke bei Bingen am Rhein
- Werrabrücke Creuzburg
- Brücke von Espalion
- Pliensaubrücke und Innere Brücke bei Esslingen
- Pont roman in Gourgé
- Romanische Baureste an der Steinernen Brücke (Hadamar)
- Pont Saint-Martial in Limoges
- Burgbrücke in Meißen
- Pont des Marchands (Narbonne)
- St. Wendelinbrücke in Niederhadamar
- Pont du Diable (Olargues)
- Alte Elsterbrücke in Plauen
- Puente la Reina im gleichnamigen Ort in Navarra
- Steinerne Brücke in Regensburg
- Pont du Diable (Hérault) bei Saint-Jean-de-Fos
- Romanische Baureste an der Werrabrücke Vacha
- Alte Lahnbrücke (Wetzlar)